# Pittura napoletana del Seicento

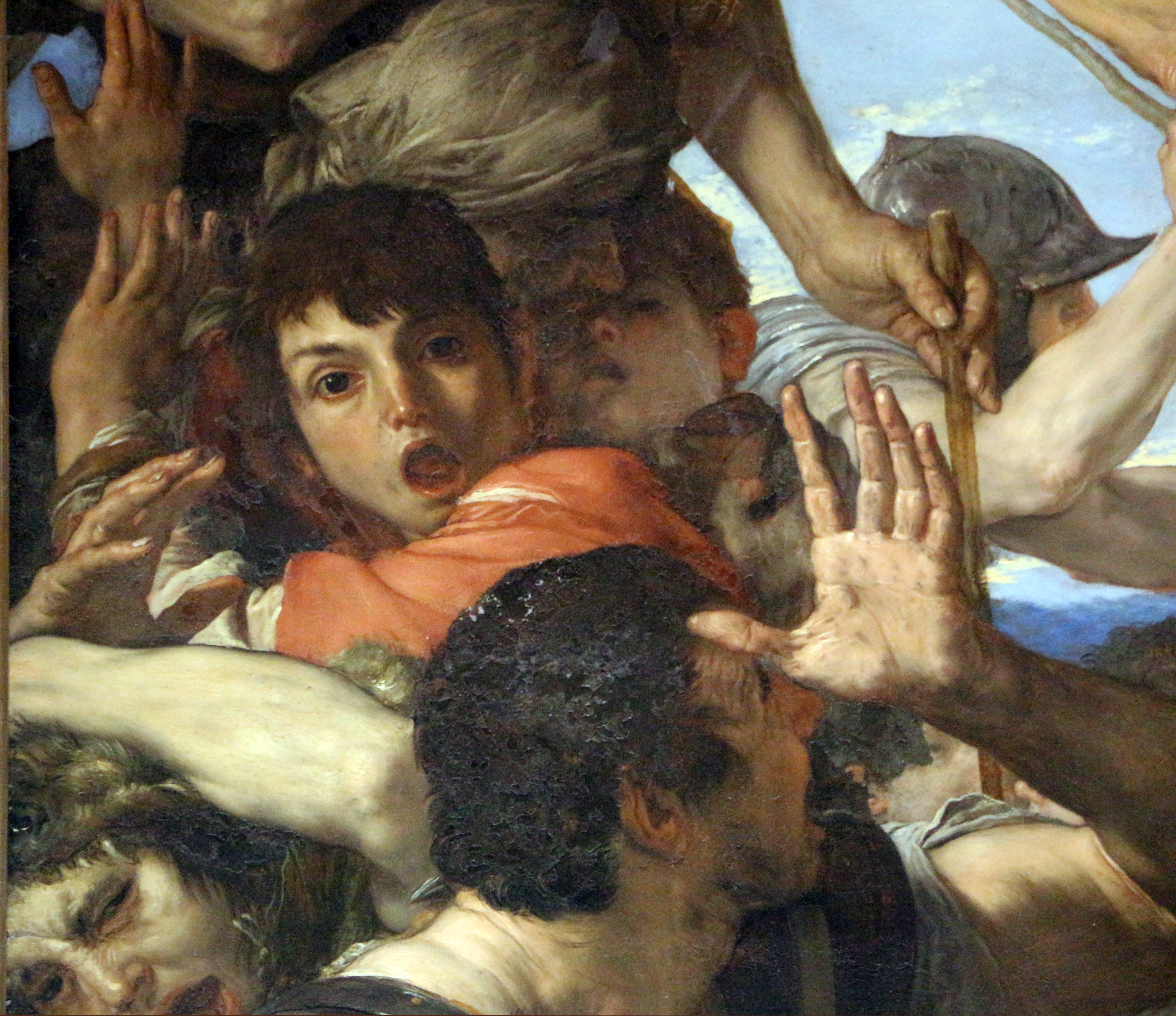
Jusepe de Ribera, San Gennaro esce illeso dalla fornace (particolare, 1643-1647, cappella del Tesoro di san Gennaro, Napoli).

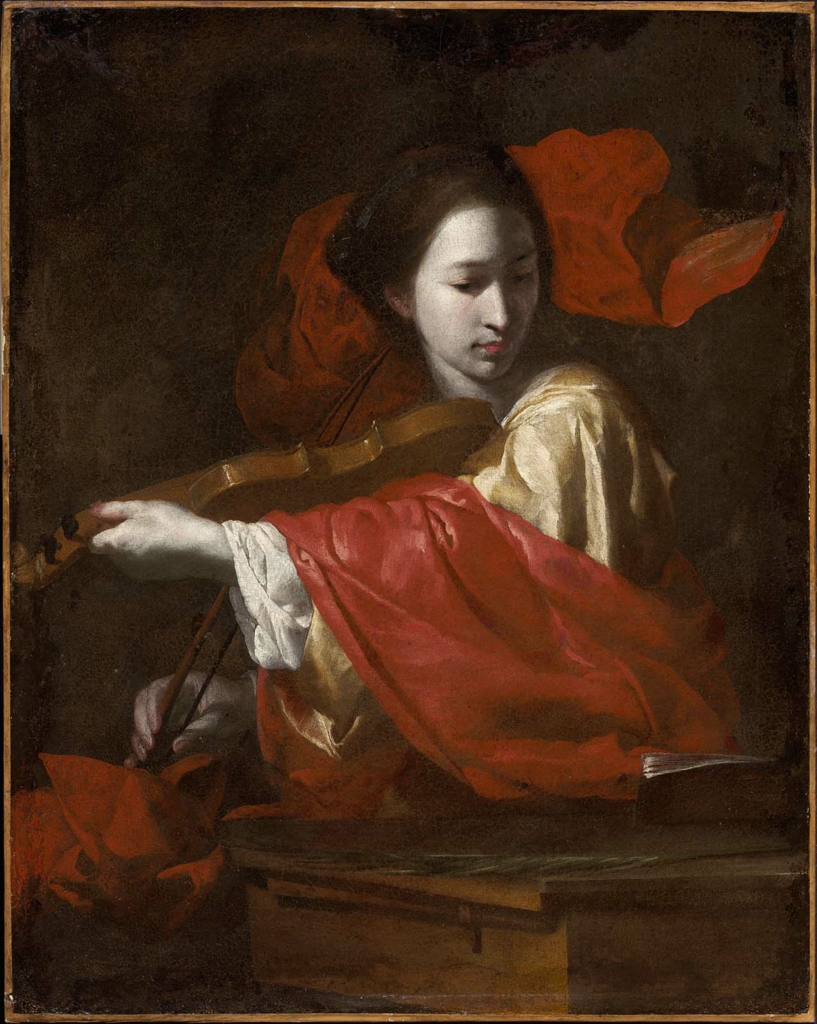
Bernardo Cavallino, Santa Cecilia (1645, Museum of Fine Arts, Boston)

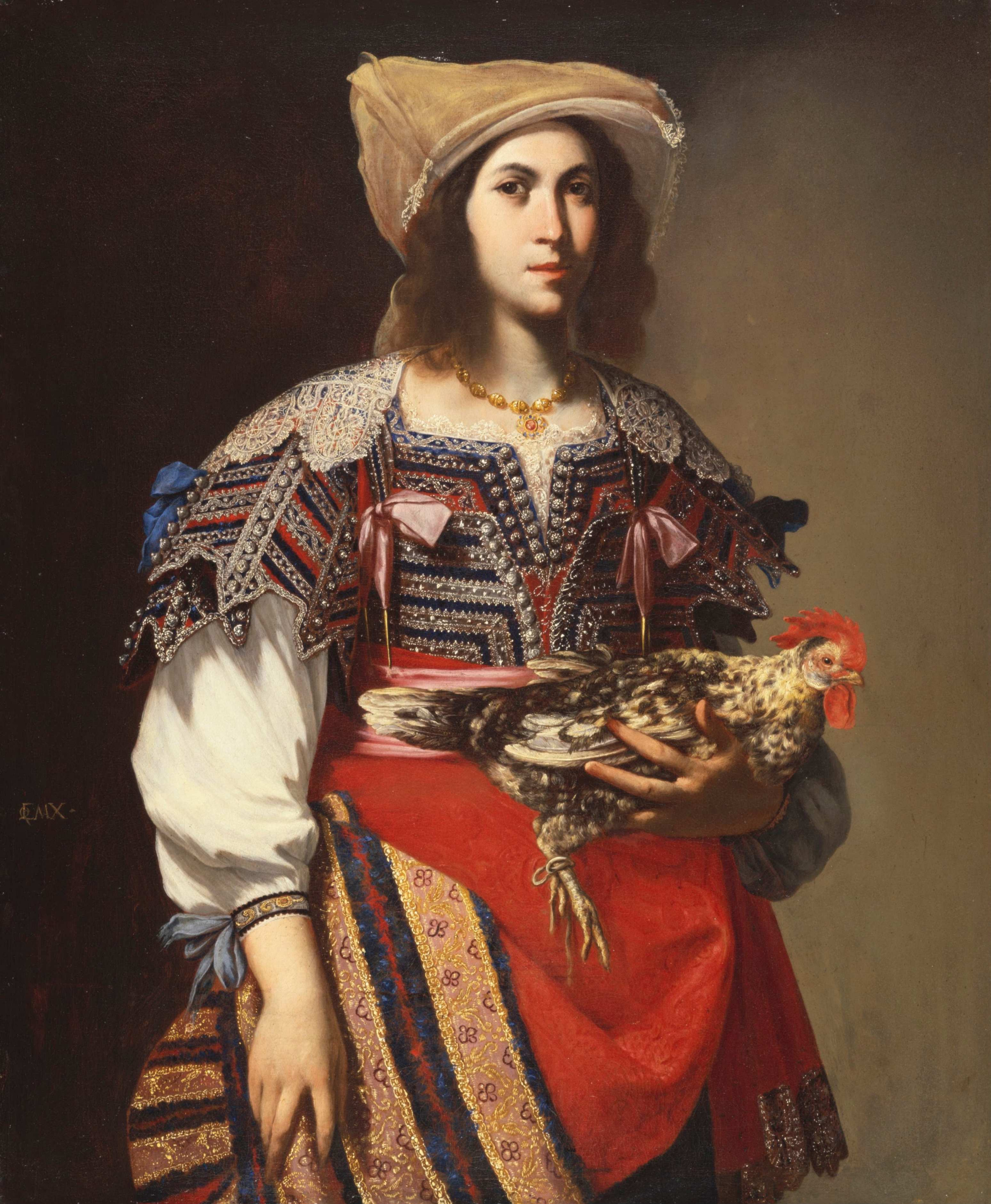
Massimo Stanzione, Ritratto di donna napoletana in costume popolare (1635, Fine Arts Museums, San Francisco

Con la definizione pittura napoletana del Seicento, comunemente nota anche come "Seicento napoletano", si intende il periodo storico entro il quale la pittura locale raggiunse un livello qualitativo che mai aveva avuto negli anni precedenti, allorché la città assunse un'autonomia e una consapevolezza artistica tale da renderla nota su panorama europeo.
In considerazione del fatto che nel corso del secolo la città è stata meta di un rilevante gruppo di artisti già famosi in ambito continentale e che la stessa ha visto la fioritura di un cospicuo numero di pittori locali che hanno determinato la nascita e l'avvicendarsi di svariate correnti pittoriche, dal caravaggismo, al classicismo, al barocco, fino alla pittura paesaggista e di battaglia, nonché alle nature morte, il periodo viene definito dalla storiografia ufficiale anche come "secolo d'oro della pittura napoletana".

## Contesto storico

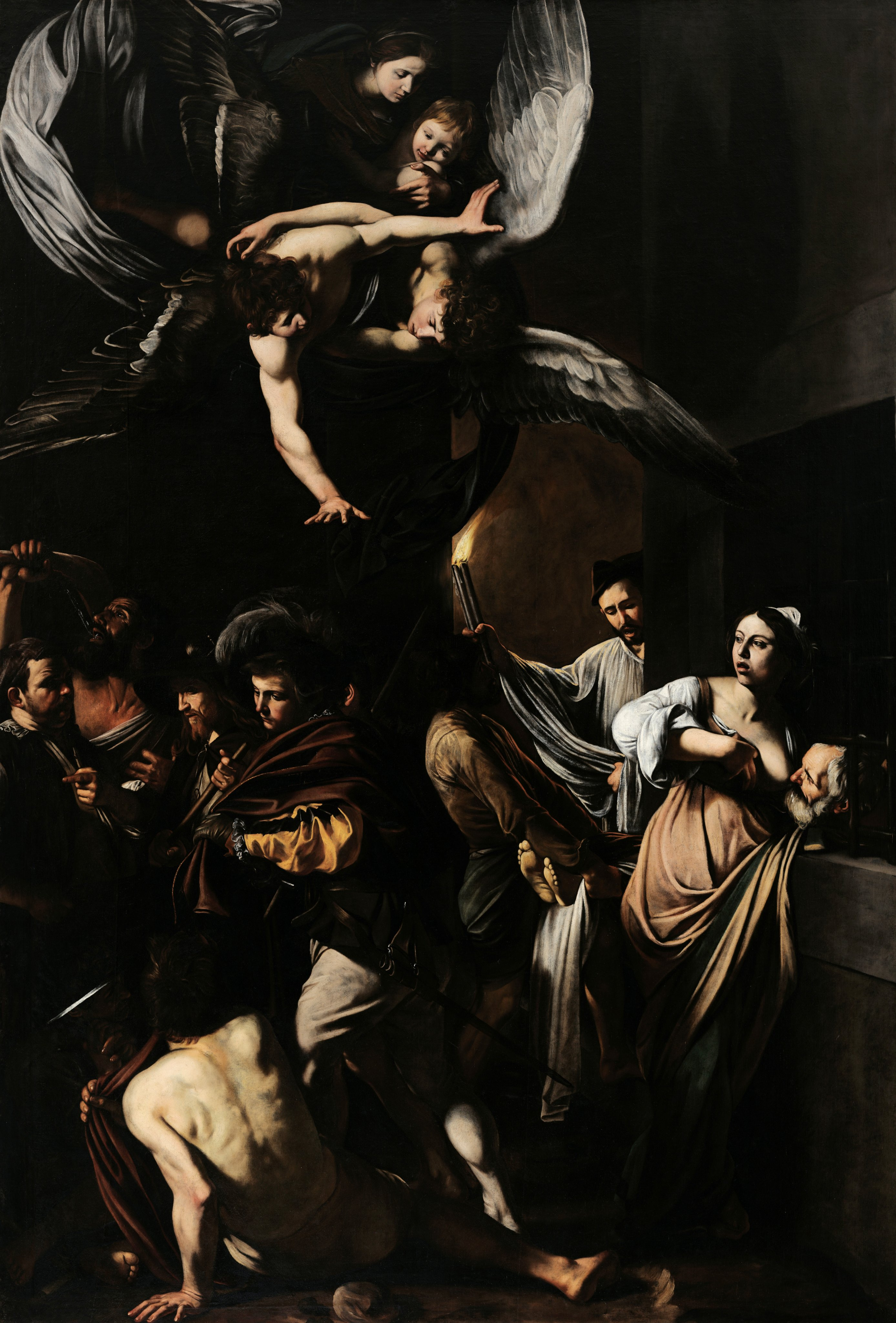
Le Sette opere di Misericordia (1606-1607) di Caravaggio per il Pio Monte della Misericordia di Napoli fu la prima commissione ricevuta al suo arrivo in città. Il passaggio del Merisi fu determinante per lo sviluppo della pittura napoletana del Seicento.

Tra l'ultimo quarto del Cinquecento e il primo decennio del Seicento Napoli era interessata da un importante fermento culturale, avviato e promosso dai filosofi, scrittori e scienziati "locali" Giordano Bruno, Giambattista Marino, Telesio, Tommaso Campanella, Giovan Battista Della Porta, Nicola Antonio Stigliola, Giovan Giacomo Staserio, Luca Valerio, Francesco Fontana ed altri, che poi si sarebbe espanso tra Roma e Parigi fino a diffondersi in tutta Europa.
In questi anni la città passò dall'essere una città "medievale" alla seconda città più popolosa d'Europa dopo la capitale francese. Ciò fu dovuto anche grazie alla nuova conformazione urbanistica che si delineò in città già a metà Cinquecento circa, sotto il dominio di Don Pedro de Toledo, quando vi furono le espansioni del tessuto urbano verso il lato orientale del nucleo storico. A questi fatti si affiancarono anche le nuove esigenze religiose scaturite dal Concilio di Trento del 1542-1563, che determinarono quindi la nascita di nuovi complessi religiosi "riformisti", quali teatini, oratoriani e gesuiti, nonché al rifacimento e all'ampliamento di edifici ecclesiastici e monasteri preesistenti, come quelli benedettini, francescani, domenicani, certosini, agostiniani e carmelitani.
Questo scenario, accompagnato anche da diversi eventi cataclismici e storici che hanno caratterizzato tutto il secolo e che hanno condizionato l'evoluzione socio-culturale della città, determinò il fiorire di attività connesse all'arredo e alle decorazioni degli interni delle strutture religiose che periodicamente sorgevano, o che necessitavano di restauri a causa dei danni ricevuti, piuttosto che ricostruite ex-novo. Pittori, scultori, ebanisti, stuccatori, argentieri, doratori, piastrellisti e tessitori furono chiamati a lavorare nelle strutture per effettuare interventi in ordine al mutato gusto del periodo: gli artisti, che erano sia di provenienza locale che italiana o europea, si allinearono, soprattutto per quel che riguarda la pittura, alla "maniera" imposta dalla Chiesa di Roma nel concilio tridentino, con le iconografie che oscillavano tra il devoto e il narrativo/didascalico.

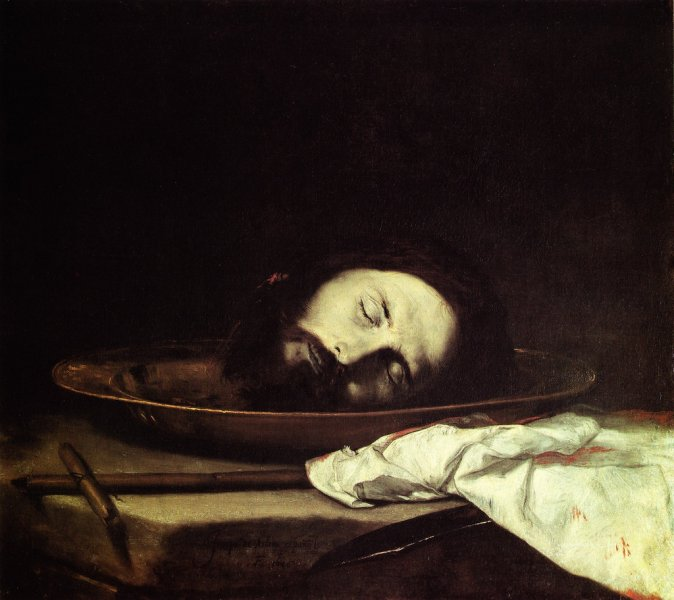
Jusepe de Ribera, Testa del Battista (1646, Museo civico Gaetano Filangieri di palazzo Cuomo, Napoli)

Il primo trentennio del secolo coincide ed è comunemente intesa con l'arco temporale che ha dato il seguito al filone del Caravaggismo napoletano, il cui sviluppo lo si deve al cospicuo numero di pittori locali che si fanno eredi, direttamente o indirettamente, della lezione del Caravaggio, che soggiornò a Napoli tra il 1606 e il 1610 a più riprese sviluppando ed evolvendo la sua arte. A partire dalla metà degli anni '30, l'evento dell'eruzione del Vesuvio del 1631 ha portato alla nascita (o al rifacimento) di diversi edifici di culto interessati da un ritorno del gusto classico e all'elogio dei santi, in particolare del santo patrono di Napoli, che avrebbe avuto il merito di intercedere in favore della città per fermare l'evento vulcanologico (si pensi soprattutto alle commissioni per la cappella del Tesoro di san Gennaro). La pittura locale ebbe modo di guardare anche oltre i confini italiani, grazie all'attenzione del mecenatismo del tempo, che portò nelle collezioni private dei palazzi napoletani opere che hanno dato slancio e vivacità anche ai movimenti neo-veneti che intanto si andavano aprendo sul panorama artistico partenopeo, come nel caso della collezione Roomer e della collezione Vandeneynden, in assoluto le più prestigiose della città nel Seicento, i cui due proprietari fiamminghi fecero fortuna in città anche mediante lo scambio di tele dalle Fiandre, portando così nuovi stili e nuove culture sulla scena cittadina che fecero scuola a tutta la generazione di pittori coeva (è il caso del Banchetto di Erode di Rubens, appartenuta ad entrambe le raccolte), oppure come nel caso di quello della collezione d'Avalos, che ebbe il merito di portare in auge la pittura di scene mitologiche, dipinte con un'influenza tizianesca.
Nella seconda metà del secolo, dopo i moti anti-spagnoli del 1647-1648 guidati da Masaniello e la peste del 1656, la pittura assume un peso specifico più ampio e rilevante nel tessuto sociale e politico, superando quella marginalità entro la quale era stata confinata fino a quel momento, ossia perseguita per lo più da aristocratici attivi a Napoli più illuminati (come per l'appunto la famiglia d'Avalos o i due uomini d'affari Gaspar Roomer e Ferdinando Vandeneynden) che commissionavano opere per le loro cappelle private o per i propri palazzi, mentre la gran parte della plebe, nullatenente e in miseria, veniva "distratta" con pratiche superstiziose, feste religiose, patronali, ed eventi "miracolosi". In questa fase il significato attribuito alla pittura si avvicina, con netto ritardo tempistico, a quello che oramai già da decenni accadeva a Roma e, quindi, di diffuso consenso sociale ed esaltazione per immagine dei ruoli dominanti.
Alla seconda metà del Seicento inoltrato, la pittura napoletana appariva più in linea quindi con lo stile barocco romano ed emiliano, così come con la pittura veneta, vedendo in Mattia Preti e, soprattutto, in Luca Giordano i principali propulsorì di questa maniera: le composizioni sono pertanto caratterizzate da grandi cicli di affreschi luminosi e concitati per edifici di culto e luoghi pubblici della città, con santi e Madonne a fare da mediatori tra il popolo e il divino.

## Il caravaggismo napoletano (1606-1635)

### L'arrivo a Napoli di Caravaggio

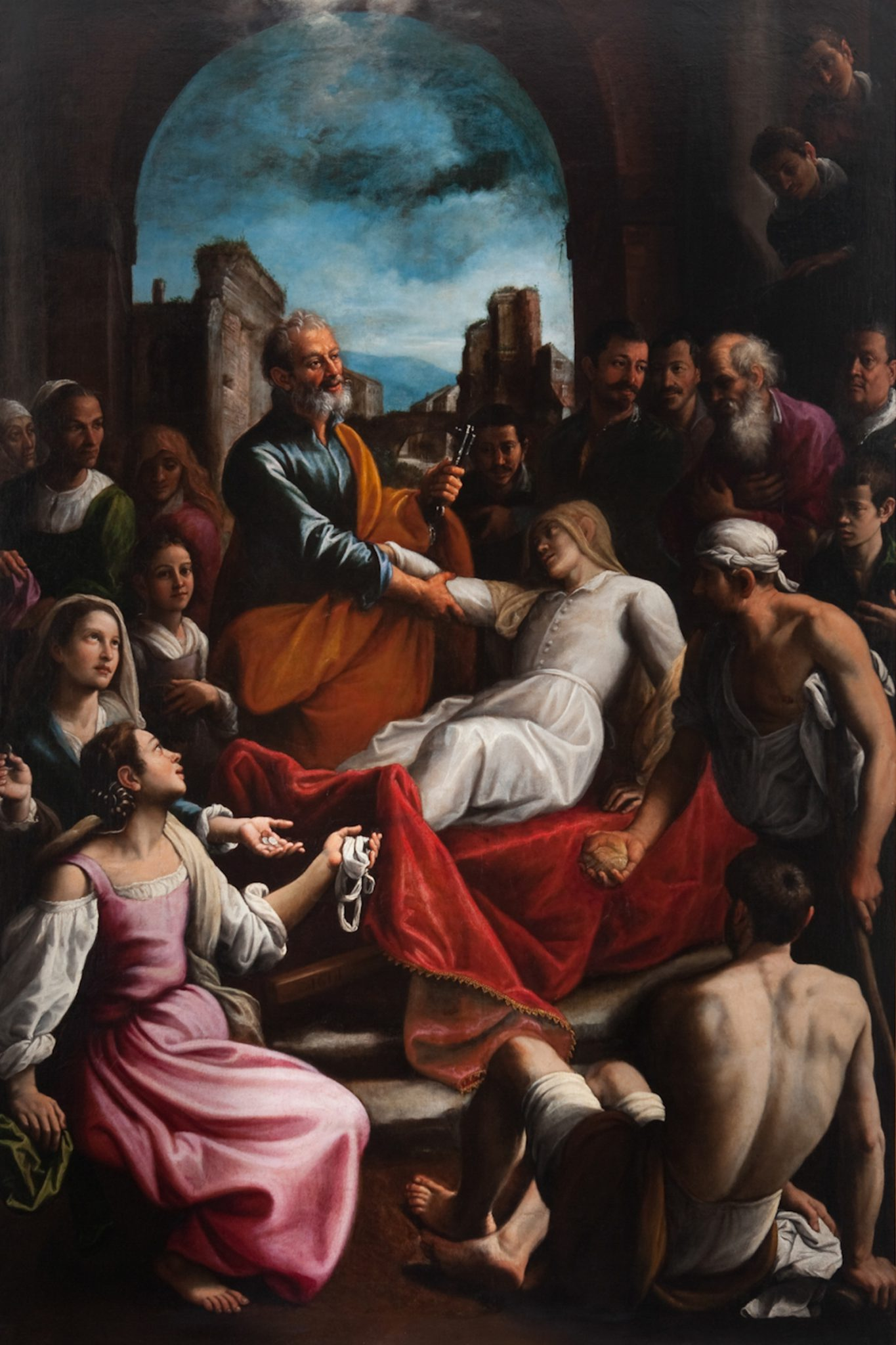
Fabrizio Santafede, San Pietro che resuscita Tabitha (1612, Pio Monte della Misericordia, Napoli)

Il Seicento si apre con l'arrivo in città di Caravaggio (1571-1610), in fuga da Roma per l'omicidio commesso nei confronti di Ranuccio Tomassoni da Terni, il quale stravolgerà del tutto i gusti e i modi della pittura del tempo. Anche se alcuni pittori napoletani vissuti a cavallo tra il XVI e XVII secolo non subiranno mai l'influenza del Merisi, rimanendo orientati allo stile manierista, come ad esempio Giovanni Bernardo Azzolino (1572-1618), Ippolito Borghese (1568-1630 ca.), Teodoro d'Errico (1544-1645), Giovanni Vincenzo Forlì (1580-1625), Belisario Corenzio (1558-1646), Giovanni Balducci (1560-1631) e Fabrizio Santafede (1555 ca.–1626), gran parte degli artisti locali mostreranno comunque di cogliere appieno, anche con rivisitazioni e originalità, gli aspetti naturalistici e moderni della pittura di Caravaggio, seppur questi ebbe solo due soggiorni in città, dal 1606 al 1607 e dal 1609 al 1610. Il Santafede è considerato dalla critica lo "spartiacque" della pittura a Napoli prima e dopo l'avvento dello stile del pittore lombardo, da cui comunque non fu esente da spunti di ispirazione, come per esempio nella tela del San Pietro che resuscita Tabitha (1612) per la chiesa del Pio Monte, dove nella figura in primo piano dell'uomo di spalle a schiena scoperta appare evidente la ripresa dell'opera del Merisi eseguita per l'altare maggiore della stessa chiesa, particolare questo che verrà comunque ripreso negli anni successivi anche da altri artisti napoletani (tra cui il Caracciolo, Stanzione, Cesare Fracanzano e altri). L'arrivo a Napoli del Merisi costituisce quindi una vera e propria evoluzione oltre che per l'ambiente partenopeo anche per lo stesso artista lombardo, che cambiò infatti il proprio stile rispetto ai suoi anni romani, divenendo sempre più sofferto e drammatico nelle raffigurazioni dei caratteri umani.

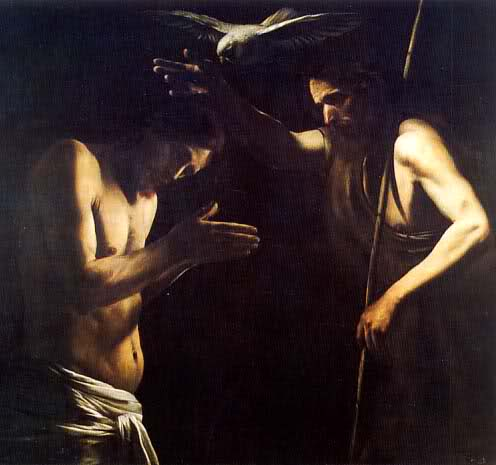
Battistello Caracciolo, Battesimo di Cristo (tra il 1610 e il 1615, Quadreria dei Girolamini, Napoli)

La prima opera che Caravaggio compì non appena giunto a Napoli fu la grande pala delle Sette opere di misericordia (1606-1607) per l'altare maggiore dell'omonimo complesso religioso di via dei Tribunali, dove riuscì a riprendere tutte le opere di misericordia riconosciute dai testi evangelici in un'unica composizione e che vede come scenografia un affollato e buio vicolo napoletano. Già famoso nell'ambiente partenopeo per via dei trascorsi romani, il Merisi si trovò dopo l'esecuzione della pala della Misericordia ricoperto di incarichi da parte della nobiltà locale, che intese sfruttare l'occasione di poter disporre in città di un pittore di tale levatura. Agli stessi anni risale dunque anche la seconda opera partenopea, la Flagellazione di Cristo (1607), anche qui con il naturalismo drammatico della scena che prevale sul tono devozionale della medesima, commissionata dalla famiglia De Franchis per l'omonima cappella familiare della basilica di San Domenico Maggiore, poi dapprima spostata più volte in altri ambienti della stessa chiesa e poi confluta nelle raccolte del museo nazionale di Capodimonte agli inizi degli anni '80 del Novecento.
Durante il periodo napoletano si accentua per il pittore l'intenzione di mostrare la realtà per quel che è, con crudezza e realismo, attraverso l'utilizzo di personaggi miseri, reietti violenti della vita napoletana, che in più occasioni hanno funto da modelli per le sue composizioni scenografiche. Ai due soggiorni partenopei risalgono un cospicuo numero di lavori effettuati dal pittore lombardo, tra cui, oltre alle due tele già citate, la Madonna del Rosario del Kunsthistorisches Museum di Vienna, un'altra versione della Flagellazione di Cristo al museo di Rouen, il Sant'Andrea crocifisso del museo d'arte di Cleveland, l'Annunciazione del musée des Beaux-Arts di Nancy, la Negazione di San Pietro del metropolitan museum of Art di New York, le due versioni del David con la testa di Golia (una al museo di Vienna e una alla galleria Borghese di Roma), il San Giovanni Battista sempre della galleria Borghese, e il Martirio di sant'Orsola di Gallerie d'Italia a Napoli.

### Il primo filone di seguaci di Caravaggio

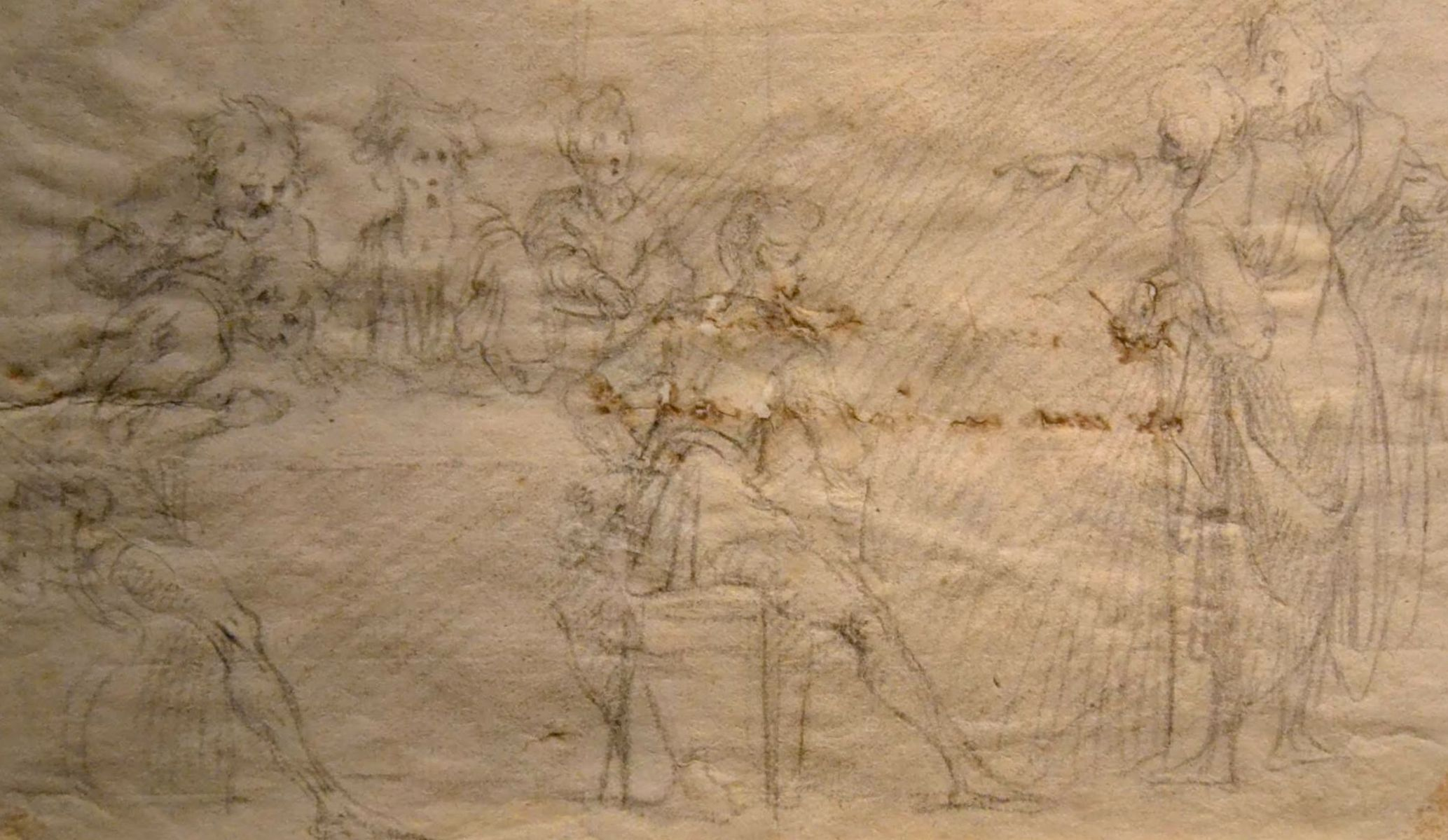
Disegno di Belisario Corenzio replicante la Vocazione di san Matteo di Caravaggio a Roma (Museo di Capodimonte, Napoli)

L'ambiente napoletano non si mostrò indifferente alle soluzioni del Caravaggio, anzi, alcuni artisti risultarono invece averne assimilato i modi già prima dell'arrivo a Napoli del pittore lombardo: su tutti Battistello Caracciolo, allievo nella bottega napoletana di Fabrizio Santafede prima e del manierista Belisario Corenzio poi, quest'ultimo pittore dedicato essenzialmente alla pittura a fresco, e quindi probabilmente anche per questo non coinvolto dai mutamenti artistici che interessarono il secolo. Il Caracciolo si mostrò particolarmente vicino alle espressioni caravaggesche nell'uso delle tonalità della luce e dell'ombra anche grazie ai suoi viaggi e studi intrapresi a Roma qualche anno prima dell'arrivo a Napoli del Merisi, dove ha potuto ammirare alcuni lavori del maestro lombardo o comunque di suoi seguaci dell'ambiente romano.

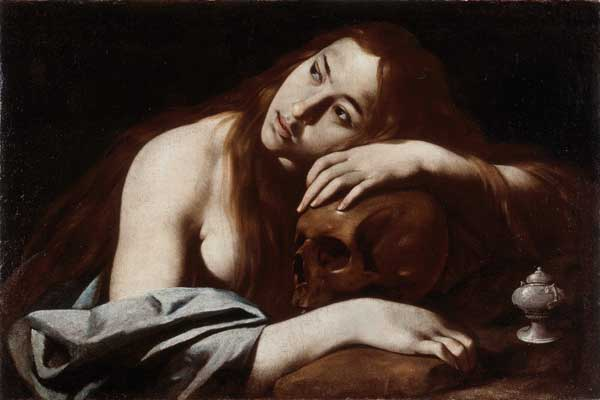
Carlo Sellitto, Maddalena penitente (1610, Museo di Capodimonte, Napoli)

Se è vero che la storiografia ufficiale ha indicato comunque in Carlo Sellitto il "primo caravaggista napoletano", è altrettanto vero che il Caracciolo fu colui che, ad ogni modo, assieme a Jusepe de Ribera, meglio seppe fare propria la pittura caravaggesca in ambiente napoletano, con anche una reinterpretazione personale dello stile. Opere di Carlo Sellitto (1581-1614), autore di origini lucane formatosi a Napoli nella bottega del fiammingo Louis Croys, che comunque non raggiunse sempre gli esiti qualitativi della pittura di Caracciolo, tant'è che fu più noto come ritrattista (al punto da esser considerato il ritrattista più ricercato tra i membri dell'aristocrazia partenopea) che come esecutore di pale d'altare, vede tra le sue opere più riuscite quelle della Maddalena Penitente, del San Carlo Borromeo in preghiera e della Santa Cecilia con angeli, tutte e tre a Capodimonte, nonché l'Apparizione della Vergine a Santa Candida nella chiesa di Sant'Angelo a Nilo, l'Adorazione dei Pastori in Santa Maria del Popolo degli Incurabili, la Crocifissione in Santa Maria a Portanova e il Sant'Antonio con il Bambino, per la distrutta chiesa di San Nicola alla Dogana e ora alla basilica dell'Incoronata a Capodimonte. Tuttavia la prematura morte del Sellitto, avvenuta all'età di soli 33 anni, non lo aiutò a consolidare il suo ruolo sul palcoscenico napoletano, che comunque rimase particolarmente importante.
Battistello Caracciolo (1578-1635) ebbe modo di stringere un vero e proprio legame diretto col Merisi, divenendo quest'ultimo modello di riferimento per il pittore napoletano, col quale manifesterà anche un sentimento di amicizia. Il Caracciolo fu tra quelli maggiormente influenzati da Caravaggio, che vede tra le opere più vicine alla matrice caravaggista, tutte intorno al primo decennio del Seicento (alcune delle quali pressoché contemporanee alla prima pala del Merisi in città, a prova del fatto che il Caracciolo sia venuto a conoscenza della pittura del Merisi addirittura prima dell'arrivo a Napoli del pittore lombardo, quindi già durante alcuni suoi viaggi studio fatti a Roma nei primi anni del Seicento), l'Immacolata Concezione con i santi Domenico e Francesco di Paola (1607-08) per la chiesa di Santa Maria della Stella, dove si riscontrano analogie con la pala del Martirio di san Matteo che il Merisi eseguì per la cappella Contarelli in San Luigi dei Francesi a Roma, le due versioni dell'Ecce Homo, una a Capodimonte e una all'Ermitage, il Battesimo di Cristo (databile tra il 1610 e il 1615) della Quadreria dei Girolamini, la Crocifissione di Cristo del Museo di Capodimonte (già alla chiesa dell'Annunziata), che riprende quella del Sant'Andrea del Caravaggio nella stesura a tre quarti della scena, la Liberazione di San Pietro per il Pio Monte di Misericordia, eseguita nel 1615 dopo un ulteriore viaggio a Roma compiuto dal pittore napoletano, che rimase presso la bottega di Orazio Gentileschi, dove, così come per il Santafede nella sua tela per la stessa chiesa, appaiono pressoché evidenti le analogie e gli spunti assorbiti dalla pala del Caravaggio posta sull'altare centrale (l'uomo di spalle ignudo posto in primo piano), e la Sacra famiglia (1617) nella chiesa della Pietà dei Turchini.

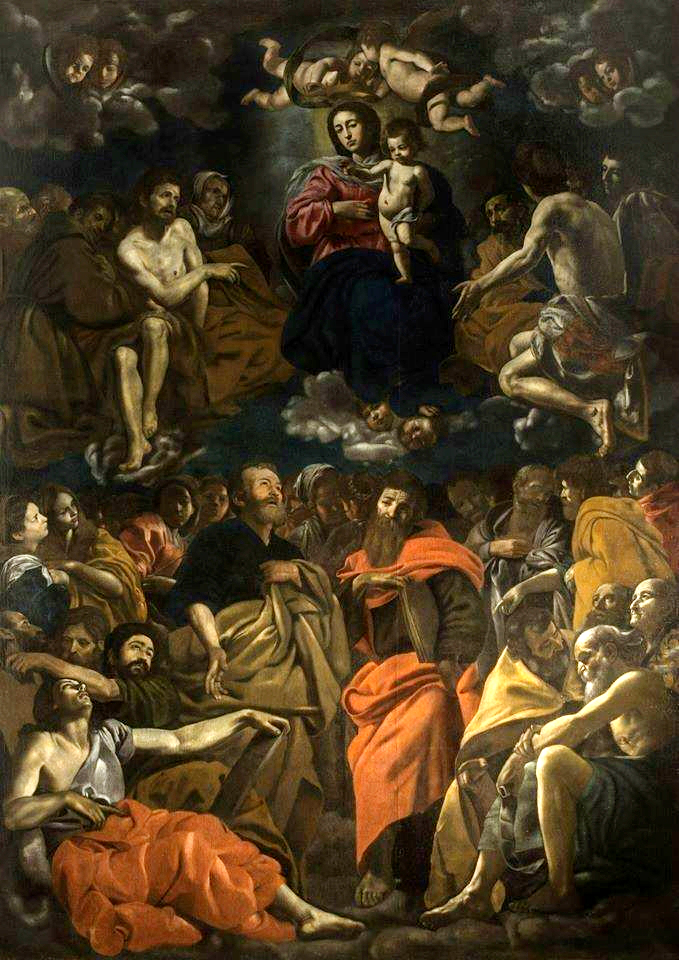
Madonna di Ognissanti (1618-19, duomo di Stilo)
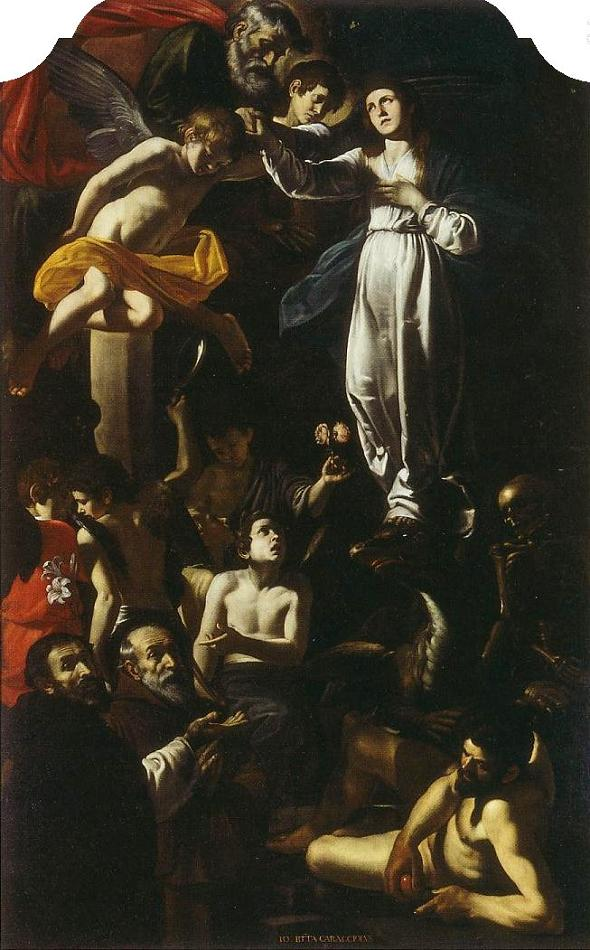
Immacolata Concezione (1607-08, chiesa di Santa Maria della Stella, Napoli)
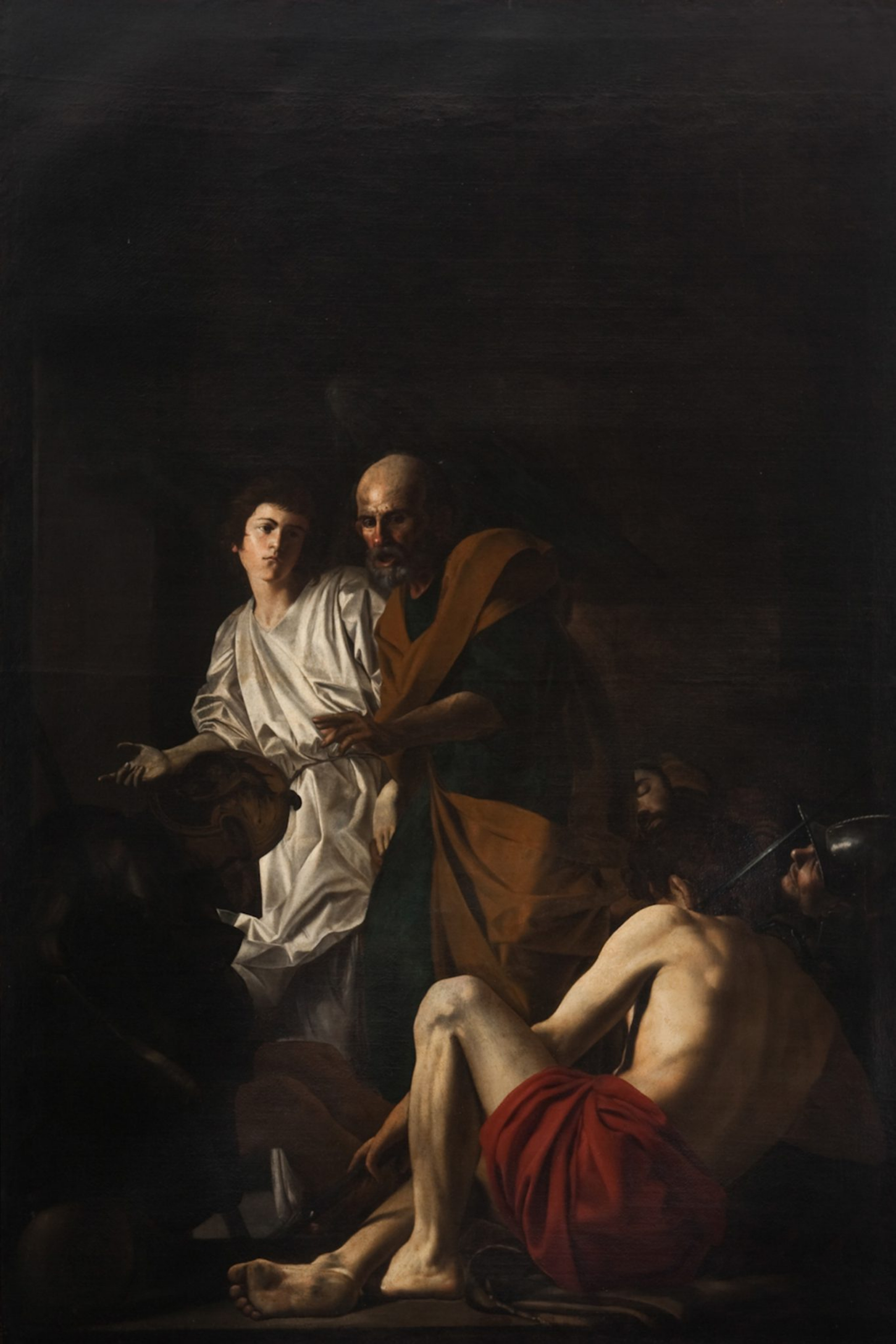
Liberazione di San Pietro (1615, Pio Monte della Misericordia, Napoli)
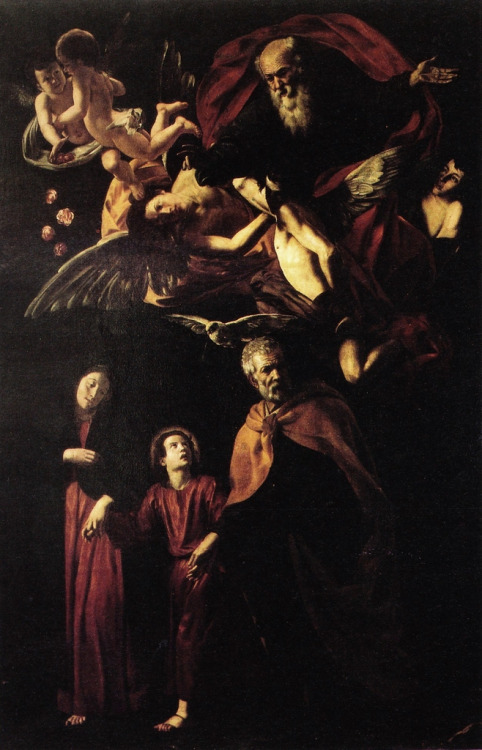
Sacra famiglia (1617, chiesa della Pietà dei Turchini, Napoli)

Ancora successivi viaggi a Roma prima e a Firenze poi, effettuati intorno al 1618, consentirono al Caracciolo di evolvere il proprio stile puramente caravaggista grazie agli studi delle pitture dei Carracci in palazzo Farnese nel primo caso e di Pontormo e Bronzino nel secondo, in questo modo staccandosi lievemente dai suoi contemporanei a Napoli, i quali alcuni erano rimasti ancora legati al primo caravaggismo puro, come nel caso di Filippo Vitale o del giovane de Ribera (intanto giunto a Napoli nel 1616), mentre altri facevano invece ancora parte della schiera tardo manierista, come il Santafede, l'Azzolino e il Corenzio. A questa fase relativamente "riformista" della vita artistica del Caracciolo, quindi, nella quale il pittore iniziò ad rimodulare gradualmente il realismo del Merisi per avvicinarsi a modelli idealizzati classicisti acquisiti proprio negli ultimi suoi viaggi in centro italia, risalgono grandi composizioni che comunque, in maniera più o meno evidente, continuano a manifestare gli influssi del primo Caravaggio napoletano, come le pale della Madonna di Ognissanti (1618-19) del Duomo di Stilo, del Cristo alla colonna (1618-20) a Capodimonte, del Miracolo di Sant'Antonio da Padova (1622 ca.) già alla chiesa di San Giorgio dei Genovesi ed ora a Capodimonte, della Madonna delle anime purganti tra i santi Francesco e Chiara (tra il 1622 e il 1625) per la chiesa di Santa Chiara a Nola (in deposito presso il museo di Capodimonte), della Lavanda dei piedi (1622) e dell'Adorazione dei Magi (1626) per la certosa di San Martino di Napoli, degli affreschi con le Storie di Consalvo di Cordoba (1622-29) per la sala del Gran Capitano del palazzo reale di Napoli, dov'è ritratto tra le figure anche l'amico Caravaggio, e infine della Decollazione di San Gennaro (1631) e del Martirio di San Gennaro (1631), con anche gli affreschi sulle storie del santo, nell'omonima cappella ancora alla certosa di San Martino.

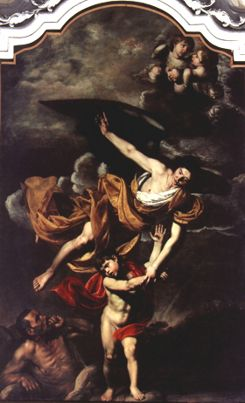
Filippo Vitale, Angelo custode (prima metà del XVII secolo, chiesa della Pietà dei Turchini, Napoli)

Alla primissima generazione di caravaggisti napoletani si riconducono anche Filippo Vitale (1585–1650) e Paolo Finoglio (1590-1645). Il primo è stato un prolifico pittore locale che, come il Caracciolo, nasce naturalista per poi sfociare negli ultimi anni della sua vita verso una pittura più luminista. Allievo della bottega di Sellitto e sposatosi nel 1612 la vedova De Rosa, madre di Pacecco, il quale in seguito diventerà anch'egli illustre pittore classicista di scene mitologiche e sacre, molto ricercato dall'aristocrazia napoletana, del Vitale si segnalano diverse opere che richiamano il Merisi, il Caracciolo o addirittura il giovane seppur già affermato Jusepe de Ribera, quali la Liberazione di San Pietro dal carcere del Museo delle Belle Arti di Nantes (1610 ca.), erroneamente attribuita in passato proprio al Caravaggio prima e al Caracciolo poi, il Sacrificio di Isacco (1610 ca.) e il San Nicola, san Gennaro e san Severo (1610 ca.) entrambe al museo di Capodimonte, l'Angelo Custode (prima metà del XVII secolo) per la chiesa della Pietà dei Turchini e la Pentecoste (1618) per la chiesa dell'Annunziata di Capua.
Nato dalla bottega di Ippolito Borghese e confluito sulla scia dei modi del primo Vitale, Paolo Finoglio fu invece particolarmente attivo all'inizio della sua carriera a Lecce, dove eseguì diverse tele sulle Storie di Abramo (1610) per la chiesa del Rosario. Successivamente si registra la sua presenza a Napoli, prima nella certosa di San Martino, dove dipinse intorno al 1622 nelle lunette della sala del Capitolo i fondatori degli ordini monastici, poi, qualche anno dopo, la grande tela per la stessa sala con la scena della Circoncisione (1626), e ancora, intorno al 1626, la tela dello Sposalizio della Vergine per la chiesa di Santa Maria di Piedigrotta. Queste ultime opere mostrano già un allentamento della sua visione caravaggista pura della pittura, che culminerà dopo il 1634 con il vasto ciclo con le Storie della Gerusalemme liberata per il castello degli Acquaviva a Conversano che, di matrice comunque più classicista, costituiscono assieme alle opere della certosa napoletana il suo lavoro più noto.
In questo scenario si trovò ad operare anche Louis Finson (1580-1617), tra i primi pittori fiamminghi ad essere influenzati dalla pittura caravaggista e che operò a Napoli come copista e mercante delle tele del Merisi: sue furono infatti le vendite di una seconda versione della Giuditta e Oloferne (di cui una copia dello stesso Finson è esposta nelle Gallerie d'Italia a Napoli) e la Madonna del Rosario ora conservata a Vienna.

### Il tenebrismo di Ribera
Al primo nucleo di caravaggisti napoletani "puri", quindi coevi e che ebbero modo di entrare in contatto pressoché diretto col Merisi, si affianca Jusepe de Ribera (1591-1652), pittore valenzano di nascita ma italiano di cultura e formazione, che visse tra Roma e Parma gran parte della sua giovinezza per poi stabilirsi definitivamente a Napoli dopo il 1616. L'arrivo del Ribera in città coincide all'incirca con la chiusura della stagione del Caravaggio e costituirà di fatto il modello e punto di riferimento per la formazione dei caravaggisti di "seconda generazione" (coloro che non sono entrati in relazione diretta col Merisi) fin poi a costituire, una volta riscoperta la pittura classicista neo-veneta dopo il 1635, la base anche per la generazione barocca della seconda metà del secolo.

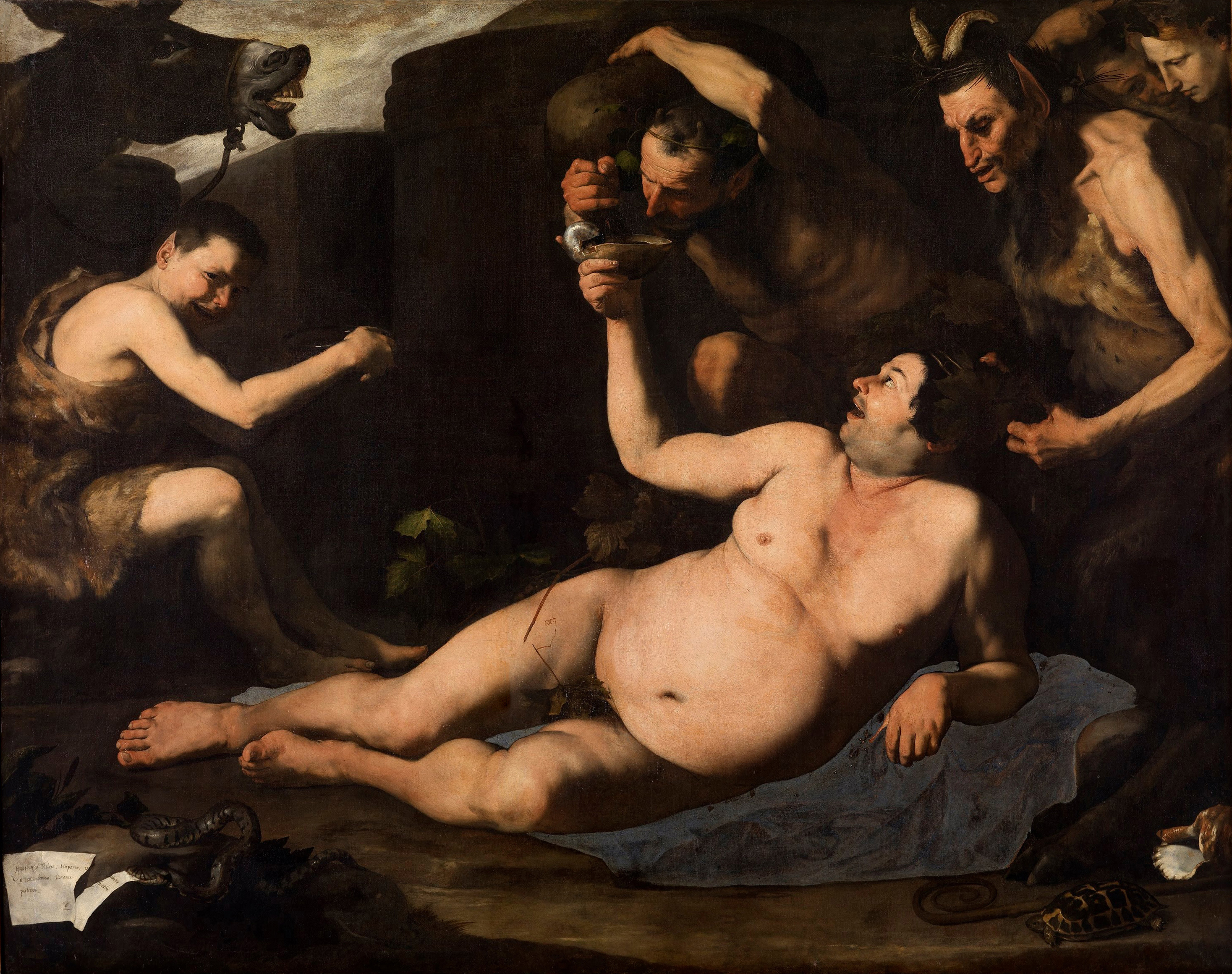
Jusepe de Ribera, Sileno ebbro (1626, Museo di Capodimonte, Napoli)

Il Ribera nasce come pittore caravaggista già durante i suoi anni romani (quindi ben prima del suo approdo nella capitale del vicereame spagnolo) dove una volta appresa la pittura del Merisi ne esasperò le soluzioni al punto da essere considerato dalla critica come pittore violento e crudo al limite del brutale e del grottesco, principale esponente della corrente cosiddetta tenebrista. Una volta arrivato a Napoli lo Spagnoletto (soprannominato così per via della sua bassa statura) troverà subito sui giovani pittori locali, già attivi o in corso di formazione, estesi consensi ed un corposo filone di seguaci, divenendo quindi il principale esponente della pittura caravaggista in città nonché l'alternativa al movimento riformista che avrebbe avviato da lì a breve Battistello Caracciolo.

Le pitture che il Ribera eseguì nei suoi primi anni napoletani sono sicuramente il gruppo di Apostoli (di cui rimangono noti oggi Sant'Andrea, San Pietro, San Giacomo Maggiore e San Paolo) per il complesso dei Girolamini, tutti databili tra il 1616-1617, con anche la Flagellazione di Cristo, databile al primo quarto del secolo ed eseguito sempre su committenza dei frati oratoriani di san Filippo Neri. A qualche anno dopo risalgono invece la Maddalena penitente al museo di Capodimonte, il Sileno ebbro (1626), già in collezione Roomer e poi in quella Vandeneynden, il San Girolamo e l'angelo del Giudizio (1626), la Trinitas terrestris con santi e l'Eterno Padre, databili tra il 1626 e il 1635 per la chiesa delle Monache, ricollocate poi a Capodimonte, la serie di Filosofi (1630) del Prado e la Maddalena Ventura con il marito e il figlio (1631) dello stesso museo spagnolo. In tutto questo gruppo di tele il pittore mostrò di aver piena consapevolezza delle sperimentazioni grafiche, con il raggiungimento di una tale resa espressiva dei personaggi ritratti al punto da mostrarne i loro aspetti più intimi, psicologici e drammatici, attraverso anche l'uso sapiente degli elementi che contraddistinguevano le pitture di Caravaggio, ossia delle componenti cromatiche esaltate dal gioco delle luci e ombre.
La scia di seguaci della pittura tenebrista di Ribera, da cui si prese spunto soprattutto nell'utilizzo di gente umile e malfamata della città come modelli ritratti dal vero, fu particolarmente ampia, andando ad influire anche su coloro che ebbero modo di vivere dal vivo gli anni del Caravaggio a Napoli e durò fino alla metà del secolo. Il Vitale, per esempio, si riconduce alla pittura riberesca con il San Girolamo in meditazione per la chiesa napoletana di Santa Maria ad Ogni Bene dei Sette Dolori, mentre al Caracciolo si riscontrano i modelli utilizzati nelle raffigurazioni di anziani, come nel Sant'Onofrio (1625 ca.) di palazzo Barberini a Roma.

### Il secondo filone di caravaggisti seguaci di Ribera

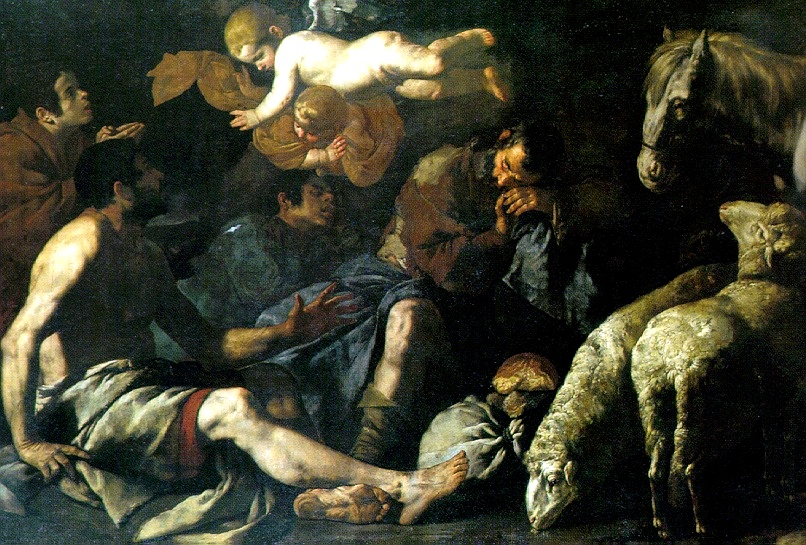
Maestro dell'Annuncio ai pastori, Annuncio ai pastori (1625-1630, Museo di Capodimonte, Napoli)

Una delle personalità attive nel primo ventennio del secolo e in linea con la ripresa dei modelli dei personaggi utilizzati dal Ribera fu quella del Maestro dell'Annuncio ai pastori (attivo tra il 1620 e il 1640), probabilmente secondo alcuni studiosi identificato col pittore valenzano (nato a Xátiva, stessa città natia del Ribera) Juan Do (1601-1656), artista vicino al Ribera attivo in città dagli anni '20 agli anni '40 del secolo. Del Maestro dell'Annuncio si registrano le due versioni dell'Annuncio ai pastori una (databile tra il 1625 e il 1630) a Capodimonte e una a Birmingham, due versioni del Ritorno del figliol prodigo, entrambe a Capodimonte, la tela de I cinque sensi alla Galleria dell'Accademia di Napoli e la grande pala d'altare con la Natività di Maria per Castellammare di Stabia.
Il Maestro, a prescindere dalla identificazione certa del suo profilo, diventa comunque un pittore di particolare rilievo nel panorama naturalista che si aprì in città intorno agli anni '20 del secolo, risultando anche come modello per i pittori del tempo, quali Francesco Fracanzano (1601-1656), prima di svoltare verso la pittura neo-veneta e cortonesca, nelle esecuzioni della tela a Napoli del San Paolo e sant'Antonio abate per la chiesa di Sant'Onofrio dei Vecchi, o come Francesco Guarini (1611-1651), che iniziò come caravaggista, di cui il suo più grande lavoro è a Solofra nella collegiata di San Michele Arcangelo con le tele del 1632 ca. della Liberazione di san Pietro, l'Annuncio ai pastori, l'Annuncio a Giuseppe, Gesù tra i Dottori e la Circoncisione, per poi acquisire lo stile classicista di Massimo Stanzione, visibile già nella serie di tele successive al 1636 per lo stesso complesso religioso. La pittura del Maestro dell'Annuncio, ad ogni modo, così particolarmente vigorosa, asciutta ed essenziale nella ripresa personaggi ritratti, per lo più contadini di umile contesto sociale, fu considerata essere una pittura tipica degli artisti caravaggisti spagnoli del tempo, al punto da esser stato addirittura accostato in passato (forse impropriamente) alla figura di un giovane Velázquez.

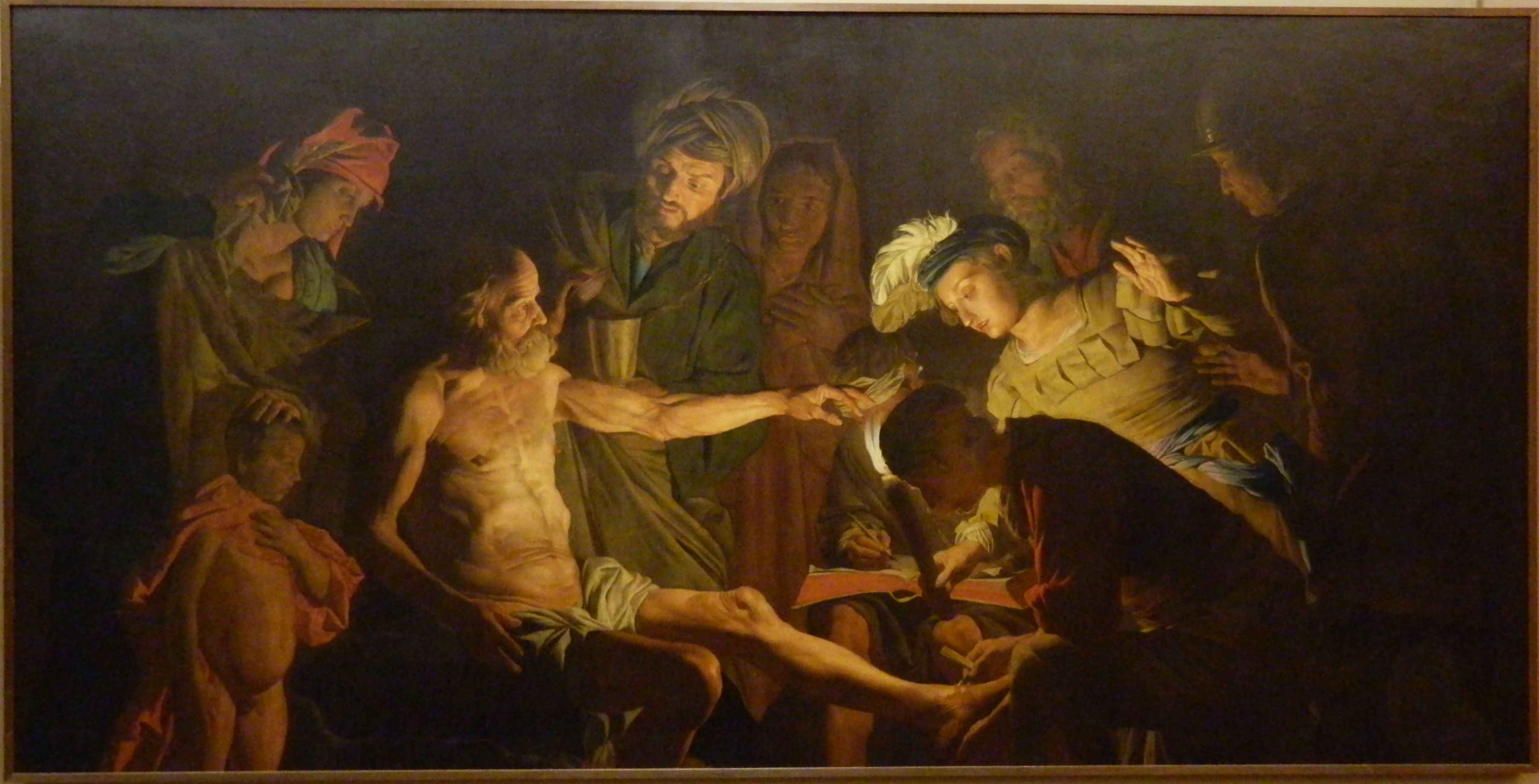
Matthias Stomer, Morte di Seneca (1633-1639, Museo di Capodimonte, Napoli)

Una collocazione in area naturalista sulle orme di Ribera la trovarono a partire dal 1620 e fino alla metà del secolo un cospicuo numero di pittori che in quegli anni erano operanti a Napoli. Tra questi vi furono Hendrick van Somer (1607-1656), allievo proprio del pittore valenzano che operò in città a partire dal '24 e di cui si conservano alcuni lavori in collezioni private e nei musei cittadini, di cui il Martirio di san Sebastiano (1630 ca.) di Capodimonte e il San Girolamo (1650) per la Quadreria del Pio Monte della Misericordia; Agostino Beltrano (1607-1656), che operò intorno agli anni '20, di cui si segnala il Martirio di san Bartolomeo della Galleria nazionale di palazzo Spinola a Genova, prima di proiettarsi al classicismo di Massimo Stanzione; Antonio De Bellis (attivo tra il 1630-1660), allievo dello stesso Stanzione a cui, anch'egli, guarderà in pittura solo negli ultimi anni della sua attività, che vede nella tela dell'Apollo e Marsia (databile tra il 1637 e il 1640) oggi al Ringling Museum di Sarasota un richiamo diretto alla versione del medesimo soggetto che il Ribera più volte ha eseguito nel corso della sua carriera, mentre nella serie di tele ritraenti le Storie di san Carlo Borromeo, compiute tra il 1636 e il 1639 per la chiesa di San Carlo alle Mortelle di Napoli, si riscontrano quelle che sono tra le più forti impronte "velasqueziane" presenti in città; Diana De Rosa (1602-1643), sorella del più famoso Pacecco, di cui si conoscono poche opere, tra cui la Natività della Vergine e la Morte della Vergine alla chiesa della Pietà dei Turchini; Mathias Stomer (1600-1650), che lavorò a Napoli dal 1633 e il 1637, dove lasciò un cospicuo numero di opere, tra cui la Cattura di Cristo, l'Adorazione dei pastori, la Morte di Seneca e la Cena di Emmaus, tutte al Museo di Capodimonte, il Sant'Onofrio per la Quadreria dei Girolamini, e un'altra Adorazione dei pastori per la basilica di San Domenico Maggiore; infine, Andrea Vaccaro (1604-1670), pittore particolarmente prolifico e longevo che esordisce negli anni '20 sostanzialmente come caravaggista sulle orme del Ribera e del Caracciolo, per poi impegnarsi intorno agli anni '30 nella replica delle opere del Caravaggio "napoletano", come nella Flagellazione di Cristo conservata nella chiesa di San Domenico Maggiore, dov'era l'originale del Merisi (ora a Capodimonte), fino poi ad aprirsi alla pittura classicista e vandyckiana nella seconda metà del secolo.

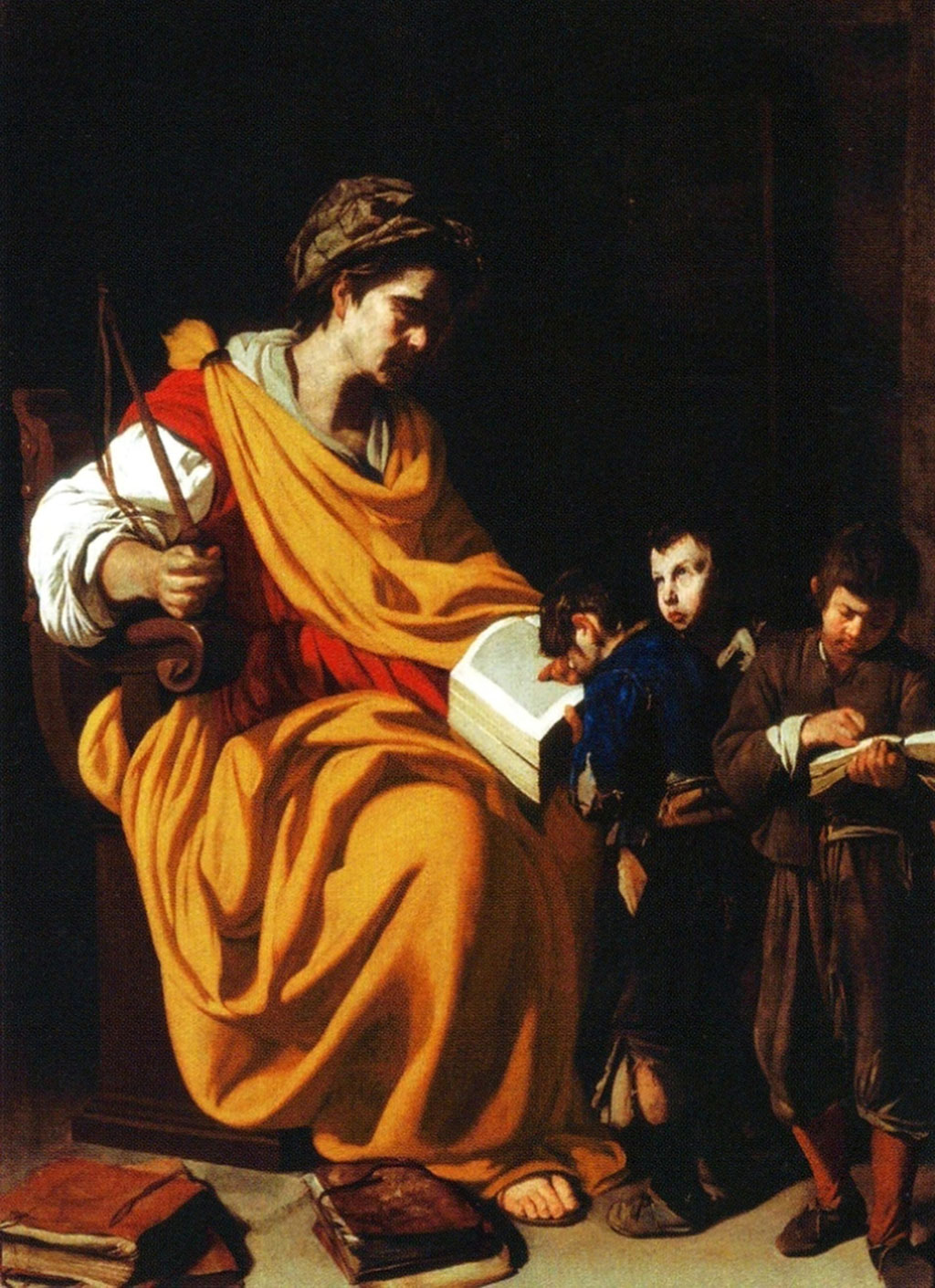
Aniello Falcone, Maestra di scuola (1630 ca., Museo di Capodimonte, Napoli)

Il pittore che chiude questa prima fase evolutiva della pittura del Seicento a Napoli fu senza dubbio Aniello Falcone (1607-1656), il quale, a partire dagli anni '20 e fino agli inizi degli anni '30, compì opere collocabili tra le più alte rappresentazioni del naturalismo caravaggesco a Napoli. Il pittore risulterà essere uno dei più riusciti anelli di congiunzione tra la pittura locale e quella di Velázquez, pittore quest'ultimo che il Falcone poté ammirare e studiare durante i suoi viaggi a Roma e con cui più volte è stato confuso dalla critica moderna nell'assegnazione delle sue opere. Tra le maggiori espressioni della pittura naturalista del Falcone si segnalano la Maestra di scuola e l'Elemosina di santa Lucia, entrambe databili al 1630 circa e a Capodimonte, la Battaglia (1631) del Louvre e la Tunica di Giuseppe portata a Giacobbe (1635 ca.) del museo di arte medievale di Matera. Il Falcone fu tra i più elevati e influenti pittori del Seicento napoletano, dalla cui bottega uscirono pittori del calibro di Micco Spadaro (1609/12-1675), che diverrà noto per le pitture con scene di paesaggi nonché quelle incentrate nella rappresentazione di eventi a lui contemporanei (rivolte, calamità naturali ecc.), Salvator Rosa (1615-1673), personalità dal forte e discusso temperamento nota principalmente per la produzione di paesaggi selvaggi e fantastici di gusto romantico, e infine Luca Forte (1600/1605-1670) autore esclusivamente di nature morte di gusto caravaggesco. Insieme ai suoi allievi, e con molti altri, il Falcone sembra avesse formato la "Compagnia della Morte", così chiamata perché i suoi affiliati uccidevano gli spagnoli nelle strade della città come vendetta per la morte di un loro amico.
La stagione caravaggista prese una svolta definitiva a partire dalla metà degli anni '30 del Seicento grazie alla scoperta della luminosità del barocco emiliano e romano, per merito anche degli arrivi in città del Domenichino e di Giovanni Lanfranco che troveranno molto consenso nella committenza locale. Tuttavia diversi artisti della "vecchia scuola" si affacceranno comunque saltuariamente alla pittura naturalista anche durante la seconda stagione artistica che si stava per aprire in città. Tra i principali promotori napoletani del cambiamento post 1635 vi furono il Ribera, la cui pittura, forse anche riconducibile all'incontro a Napoli nel 1630 con Velázquez, divenne più chiara e colorata, e Massimo Stanzione, il quale seppur coevo al Caravaggio di Napoli, non si allineò mai definitivamente a una pittura caravaggista in senso stretto, ma rimase bensì maggiormente affascinato da quella di Annibale Carracci, e quindi sempre in coerenza con la sua formazione santafediana.

## La pittura locale tra classicimo e barocco (1635-1656)

### L'arrivo a Napoli del Domenichino e del Lanfranco
La pittura locale subì un'importante sterzata a partire dalla metà degli anni '30 del Seicento, grazie all'approdo in città di diversi artisti dell'ambito romano-emiliano, ma anche ai viaggi fatti da alcuni pittori napoletani a Roma, nei quali hanno potuto apprendere le pitture di quegli artisti che avevano riscoperto nella capitale dello Stato Pontificio il colorismo veneziano del Cinquecento, Pietro da Cortona, Nicolas Poussin, Annibale Carracci, Rubens, Andrea Sacchi e altri, dando così vita alla corrente definita "neo-venetismo".
L'ambiente culturale napoletano si mostrò in linea con i gusti ritrovati: in questi anni avvennero commesse per le decorazioni interne di importanti luoghi di culto cittadini, che furono affidate a pittori forestieri provenienti da Roma e per lo più di scuola emiliana (Guido Reni, Domenichino e Giovanni Lanfranco) che, chi più chi meno, determineranno una rilevante influenza per le generazioni che seguiranno contribuendo ancorché all'evoluzione della pittura locale.
Considerando che Pietro da Cortona non si stabilì mai nella città napoletana, pertanto la sua tela "già barocca" del Sant'Alessio morente (1638) per la chiesa dei Girolamini fu eseguita "a distanza" e poi inviata dai suoi committenti Barberini, molto vicini al culto di san Filippo Neri, considerando altresì che quasi tutte le commesse rivolte a Guido Reni, che comunque già si conosceva in ambito partenopeo per via di alcuni lavori effettuati tra il 1622 e il 1625 sempre per la chiesa dei Girolamini (dove dipinse il San Francesco in estasi, l'Incontro tra Gesù e Battista e la Fuga in Egitto), non andarono mai in porto, ad eccezione di quella che determinò la sontuosa pala dell'Adorazione dei pastori (1640-1642) per il coro della certosa di San Martino, gli arrivi in città che lasciarono in particolar modo il segno furono quelli del Domenichino e del Lanfranco.
I due pittori emiliani stazionarono a Napoli per circa un decennio e furono motivo di maggior influenza e di respiro per la pittura partenopea, fino al primo trentennio del XVII secolo esclusivamente incentrata sulla scuola di Caravaggio e sui suoi seguaci. Questi infatti furono gli anni in cui si aprirono i bandi per le decorazioni a fresco della reale cappella del Tesoro di san Gennaro che, dopo diverse vicissitudini, fu assegnata dapprima al Domenichino, che si occupò di eseguire gli affreschi sulle lunette e una serie di tavole su rame con le Storie di san Gennaro (1631-1643), e poi, alla sua morte, al Lanfranco, che fu incaricato di affrescare l'interno della cupola con la scena del Paradiso, quest'ultima ripresa in parte da un suo precedente lavoro degli anni '20 effettuato per la cupola della chiesa di Sant'Andrea della Valle a Roma, la quale farà da apripista, dalla metà del secolo in poi, agli affreschi interni alle cupole delle chiese napoletane di Luca Giordano e Giovan Battista Beinaschi, ma anche fino a tutto il Settecento inoltrato, dove ci saranno i cicli di Francesco De Mura, Paolo De Matteis e Francesco Solimena.
Allo stesso giro di anni risalgono inoltre, sempre del Lanfranco, anche le decorazioni della volta della navata della certosa di San Martino, con le scene dell'Ascensione di Cristo con angeli e beati e Apostoli (1636-1639), della chiesa dei Santi Apostoli, dove eseguì l'intero ciclo con le Storie dei santi Apostoli (1638-1646) per le pareti (volta, controfacciata, transetto e catino absidale), e infine l'affresco con il Paradiso della cupola della chiesa del Gesù Nuovo (poi distrutto a seguito del crollo della struttura nel corso del XVIII secolo) con anche altre scene nelle sale dell'adiacente palazzo delle Congregazioni. In particolare, la grande scena della Piscina probatica per la controfacciata dei Santi Apostoli sarà anch'essa modello, al pari della cupola del Gesù Nuovo e della cappella di San Gennaro, per altri cicli successivi del XVII e XVIII secolo, tra cui di Luca Giordano, Francesco Solimena, Paolo De Matteis e altri artisti locali.

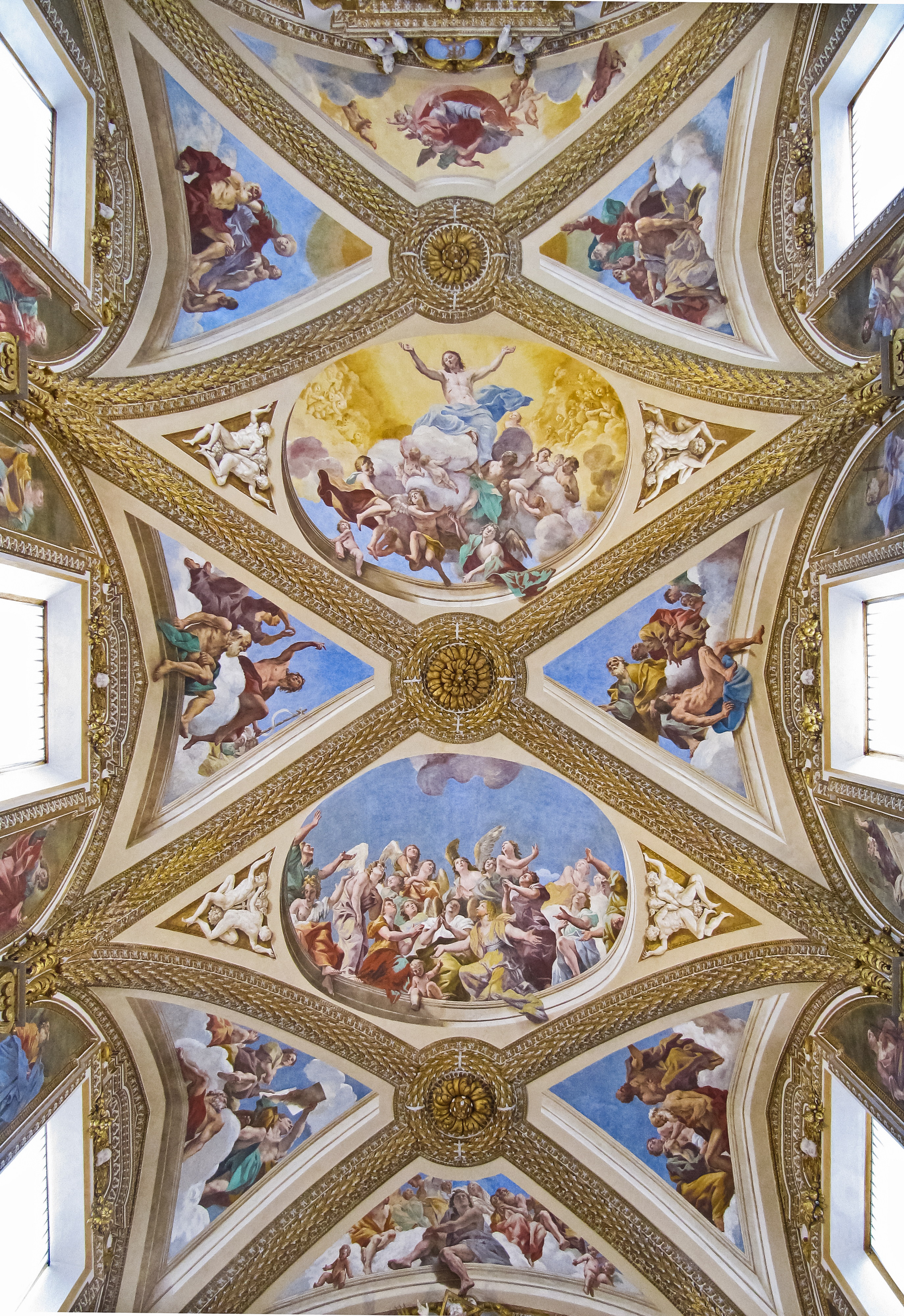
Lanfranco, Storie sull'Ascensione di Cristo, 1636-39 (volta della navata della certosa di San Martino)
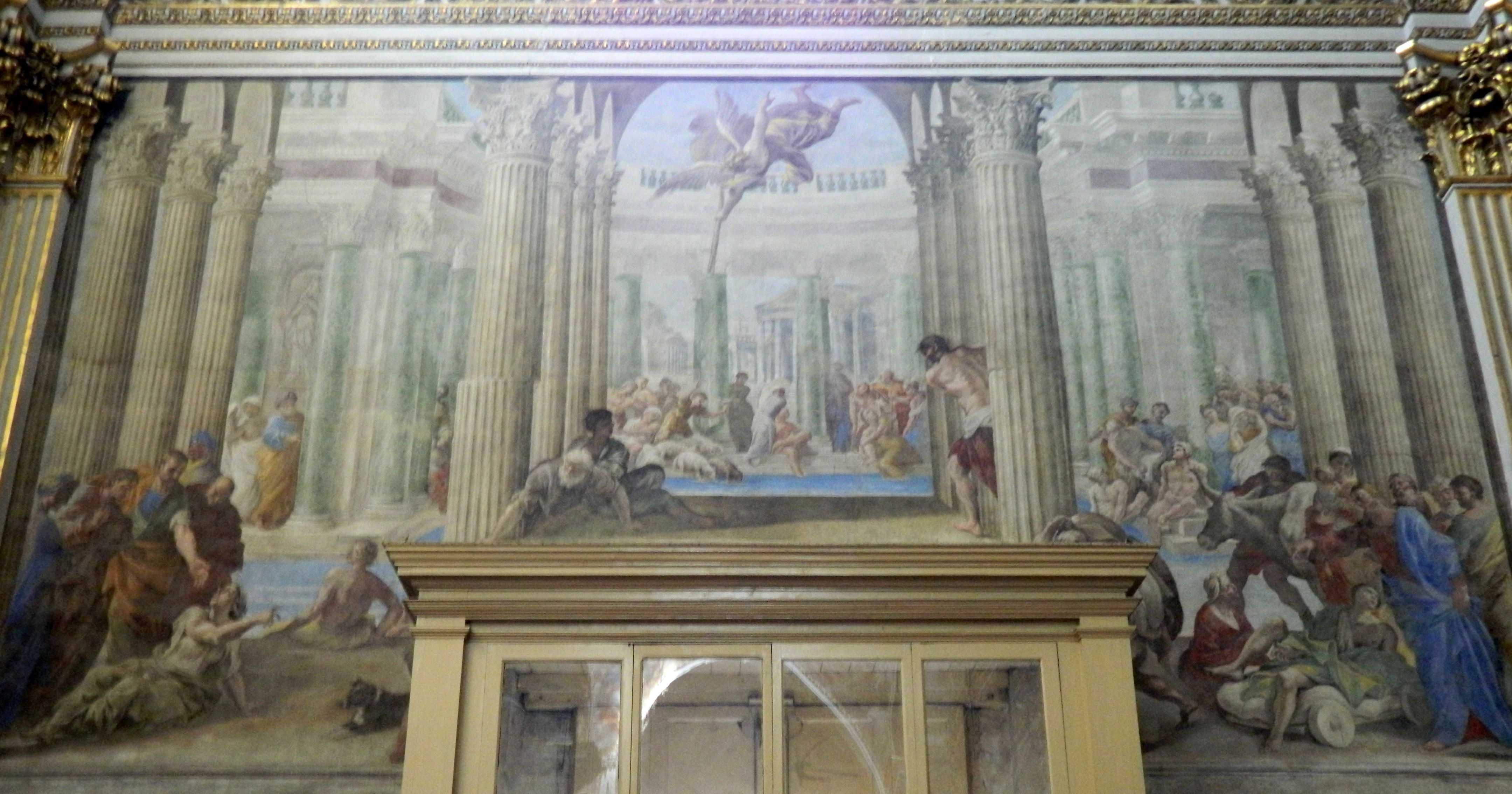
Lanfranco, Piscina probatica, 1644 (controfacciata della chiesa dei Santi Apostoli)
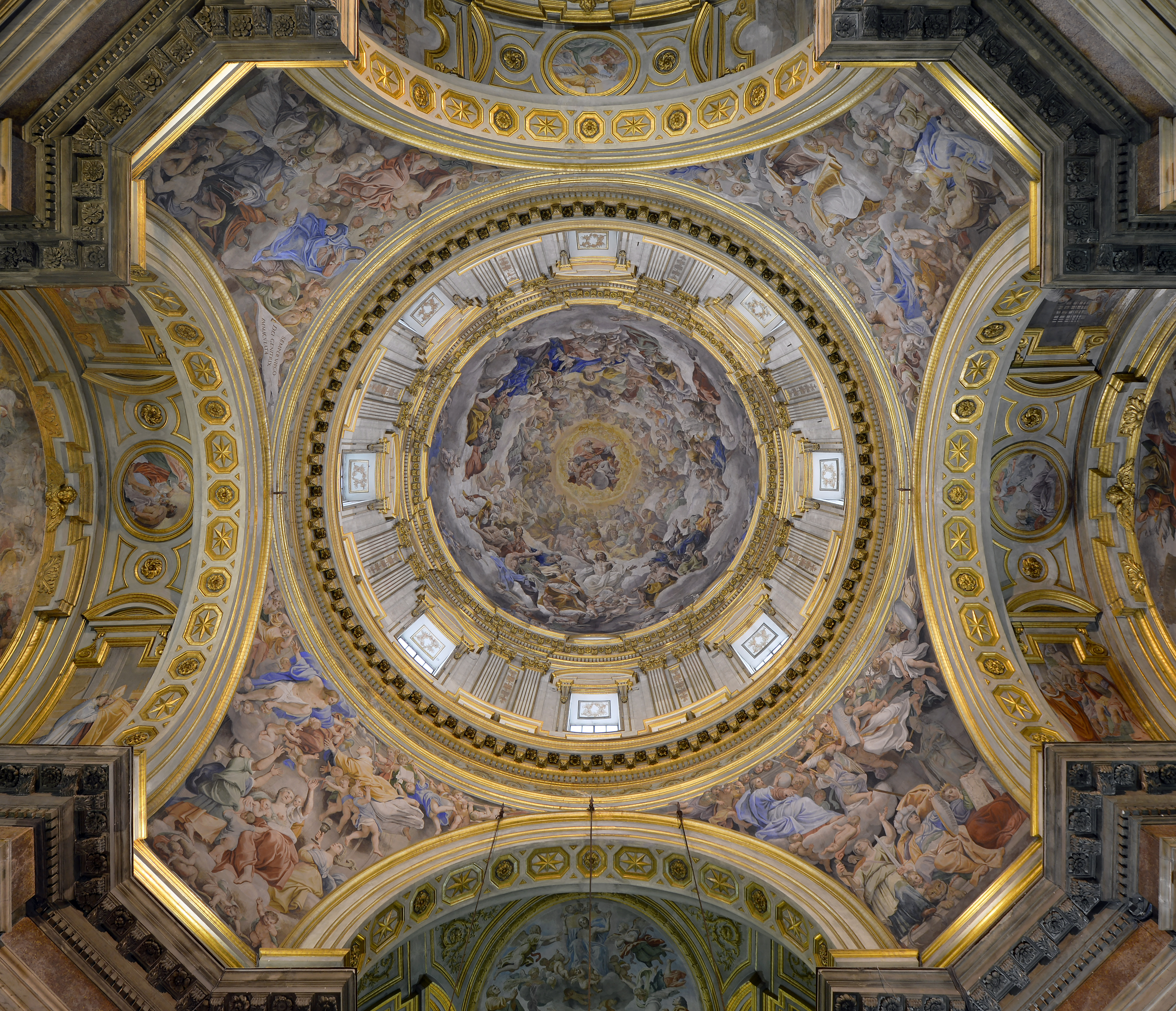
Lanfranco e Domenichino, Storie di san Gennaro, 1646 (interno della cupola di San Gennaro)

### La pittura di Massimo Stanzione

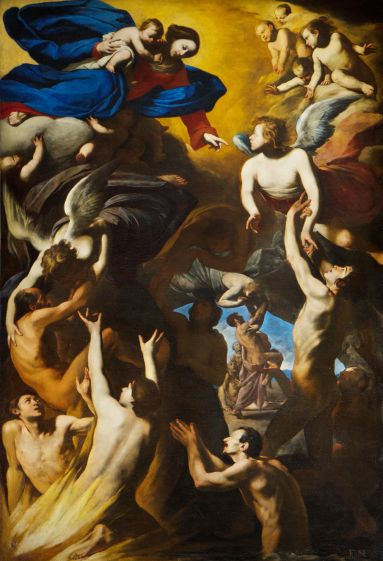
Massimo Stanzione, Madonna delle anime purganti (1638-1642, chiesa del Purgatorio ad Arco, Napoli)

Contestualmente a questi fatti, intanto fece stabilmente ritorno nel capoluogo partenopeo Massimo Stanzione (1585-1656), allievo del manierista Fabrizio Santafede che perfezionò la sua pittura grazie a diversi viaggi fatti a Roma tra il 1617 e il 1618 e tra il 1623 e il 1629, divenendo così uno dei primi autori napoletani del Seicento a staccarsi dall'impronta del Merisi. In questo processo di scollamento dal caravaggismo vi furono assieme a lui i tradomanieristi coevi come Belisario Corenzio (1558-1646), Onofrio De Lione (1608-1656), entrambi essenzialmente frescanti, Teodoro d'Errico, Ippolito Borghese, Giovanni Balducci e Giovanni Bernardo Azzolino (1572-1645), tutti che più che "staccarsi" dalla pittura naturalista, di fatto non abbandonarono mai quella manierista di loro formazione.
Gli studi romani intrapresi dallo Stanzione lo portarono nella pittura a guardare più i modi di Annibale Carracci che quelli del Caravaggio, tant'è che tra le sue prime opere degne di considerazione, come la Pietà di palazzo Corsini a Roma, o il Martirio di sant'Agata e il Sacrificio di Isacco di Capodimonte, si annoverano tutte pitture nelle quali appaiono evidenti le composizioni classiche ed eleganti dei soggetti ritratti, nello stile dei Carracci, ma anche di Guido Reni e del Domenichino. Proprio in riferimento a quest'ultimo, deceduto nel 1641, lo Stanzione fu incaricato, assieme al Ribera, di completare il ciclo dei sei oli su rame che il pittore emiliano doveva effettuare e non riuscì a completare (ne fece cinque di cui uno non completo) eseguendo entrambi una delle due scene mancanti. A Stanzione fu dato quindi il compito di eseguire la tela della Liberazione di un'ossessa (1643), che però non fu mai collocata nella cappella, dove invece fu inserita la versione incompleta del Domenichino, ma bensì nella sagrestia adiacente in quanto non trovò il consenso della committenza. Intorno al quarto decennio del Seicento lo Stanzione ebbe modo di vedere completata la sua maturazione artistica divenendo una personalità di grande intensità pittorica e di efficace effetto decorativo, valorizzando nelle sue composizioni la nitidezza e brillantezza cromatica dei soggetti, nonché l'esaltazione dei valori classici. A questa fase avanzata della pittura stanzionesca risalgono anche gli affreschi e le due tele eseguite nella cappella del Battista della certosa di San Martino, la tela raffigurante la Pietà (1638) per la controfacciata della medesima chiesa e la Madonna delle anime purganti (tra il 1638 e il 1642) per la chiesa delle Anime del Purgatorio ad Arco di Napoli.

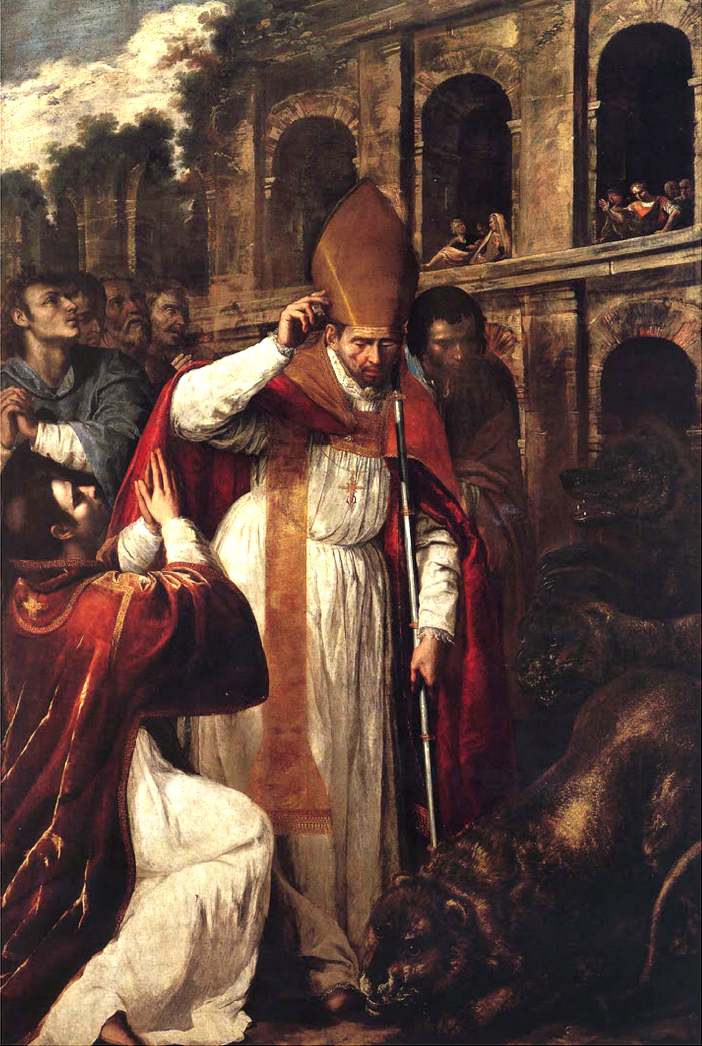
Artemisia Gentileschi, San Gennaro nell'anfiteatro di Pozzuoli (1636-1637, Cattedrale di Pozzuoli)

Agli inizi degli anni '30 risale l'arrivo a Napoli anche di Artemisia Gentileschi (1593-1654), amica dello Stanzione già durante gli anni romani, col quale collaborerà a più riprese negli anni successivi, famosa a Napoli nonché prolifica e ricercata dall'ambiente partenopeo, della quale permangono opere eseguite fino alla sua morte, avvenuta nel 1653. L'artista romana, infatti, caratterizzata da una vita travagliata e ricca di sofferenze, decise di adottare la città partenopea come sua seconda patria, trovando anche nozze e concependo due figlie in loco. L'arrivo a Napoli della Gentileschi, seguace del caravaggismo del padre Orazio, fu motivo di un'importante crescita professionale, trovando infatti commissioni tanto prestigiose quanto frequenti, nonché spunti di apertura classicista nella sua pittura, in linea con ciò che accadeva in città negli anni successivi al 1635. Furono questi gli anni dell'Annunciazione (1630 ca.) di Capodimonte, del Sansone e Dalila (tra il 1630 e il 1638) conservato alle Gallerie d'Italia di Napoli, delle tre tele per la cattedrale di Pozzuoli, il San Gennaro nell'anfiteatro di Pozzuoli, l'Adorazione dei Magi e il San Procolo e Nicea, tutte del 1636-1637 che manifestano l'influenza del Domenichino nelle tavole per la cappella di San Gennaro, nonché gli anni delle commissioni spagnole, con la Nascita di san Giovanni Battista, opera questa appartenente ad un ciclo di sei commissioni quattro delle quali affidate allo Stanzione e una a Paolo Finoglio.

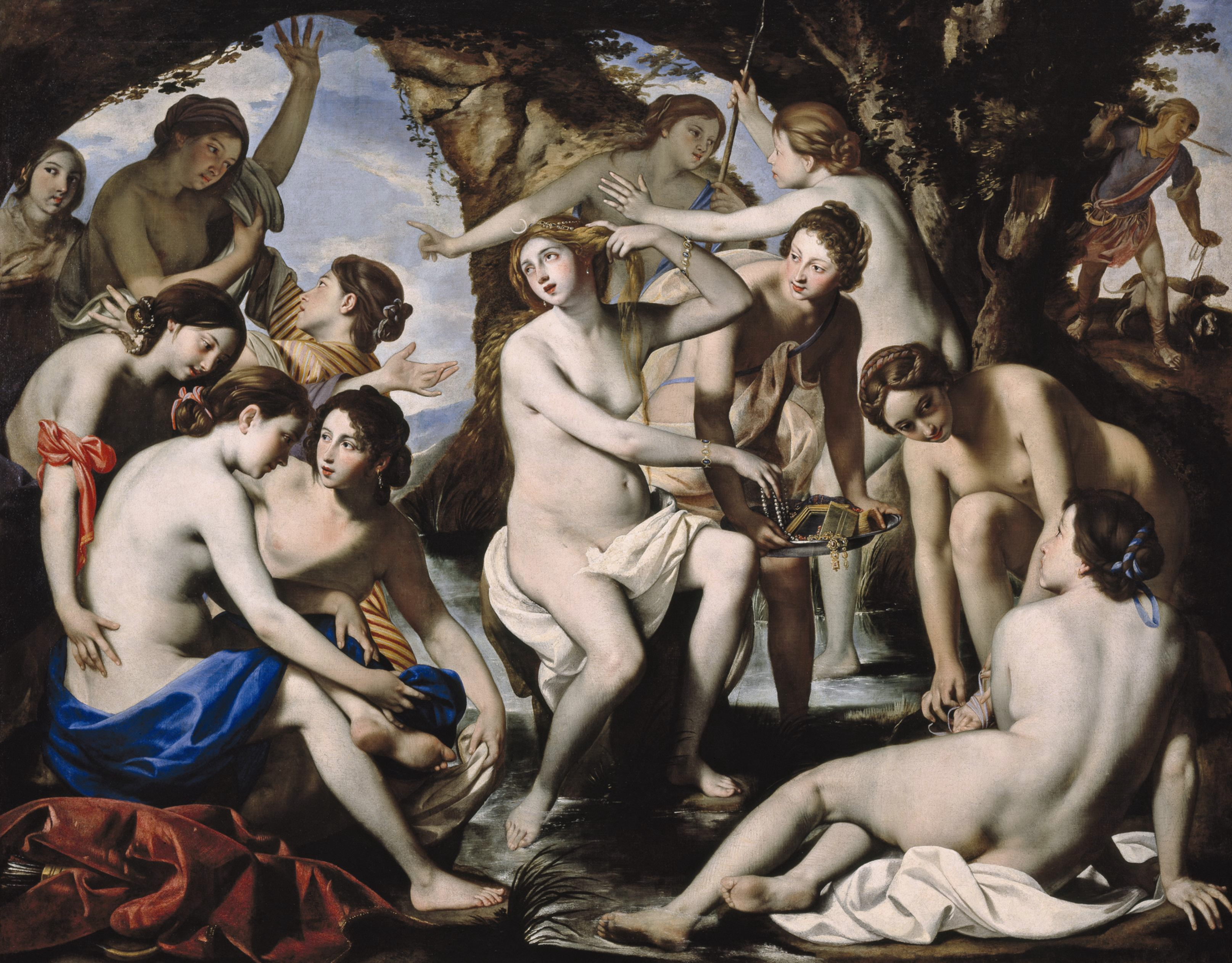
Pacecco De Rosa, Bagno di Diana (1645 ca., Museo di Capodimonte, Napoli)

La pittura classicista riuscì a trovare nel panorama locale consensi sia nei pittori di nuova formazione sia in quelli di precedente derivazione caravaggista, al punto da far convertire ai nuovi modi anche taluni di questi ultimi. Tutti gli artisti del tempo ebbero modo di evolvere il loro stile a partire all'incirca dagli anni '40 del Seicento grazie sia alle innovazioni stanzionesche, si a quelle importate dai pittori emiliani/romani, sia ai soggiorni in città, seppur brevi in alcuni casi, di altri pittori esterni di formazione romana, come Pietro Novelli, Diego Velázquez, Antoon Van Dyck, Nicolas Poussin, documentato dal 1643 al 1647, piuttosto che del francese Charles Mellin, che lavorò in città dal 1643 alla sua morte nel 1649, o infine del Grechetto, documentato in città già nel 1635.
Tra gli artisti di nuova formazione classicista rientrano Pacecco De Rosa (1607-1656), famoso per le scene mitologiche che ritraeva nelle sue pitture, di cui si segnalano la serie di tele del 1645 circa della collezione d'Avalos esposte a Capodimonte, Venere, satiro e due amorini, Venere e Didone, Didone abbandonata e il Bagno di Diana, tutte molto vicine alle opere del Domenichino, ma anche la Deposizione per la certosa di San Martino, ispirata alla Pietà che qualche anno prima ha eseguito il Vitale per la chiesa di Santa Maria Regina Coeli di Napoli; Onofrio Palumbo (1606-1656), che subirà l'influenza di Massimo Stanzione, seppur l'apprendistato sia avvenuto nella bottega del Caracciolo e della Gentileschi una volta a Napoli, di cui si segnala il Ritratto di Masaniello (1647) al museo di San Martino di Napoli; Andrea De Lione (1610-1685), pittore essenzialmente di scene di battaglie vicine al Grechetto; e Francesco Di Maria (1623-1690), seguace della pittura del Domenichino, di cui diventerà un assiduo sostenitore dello stile per quasi tutta la seconda metà del XVII secolo, promuovendo a spada tratta la maniera del maestro emiliano, che definiva "maestra di disegno" e screditando quella dei pittori barocchi successivi, come Luca Giordano, che invece definiva "maestra di colore".

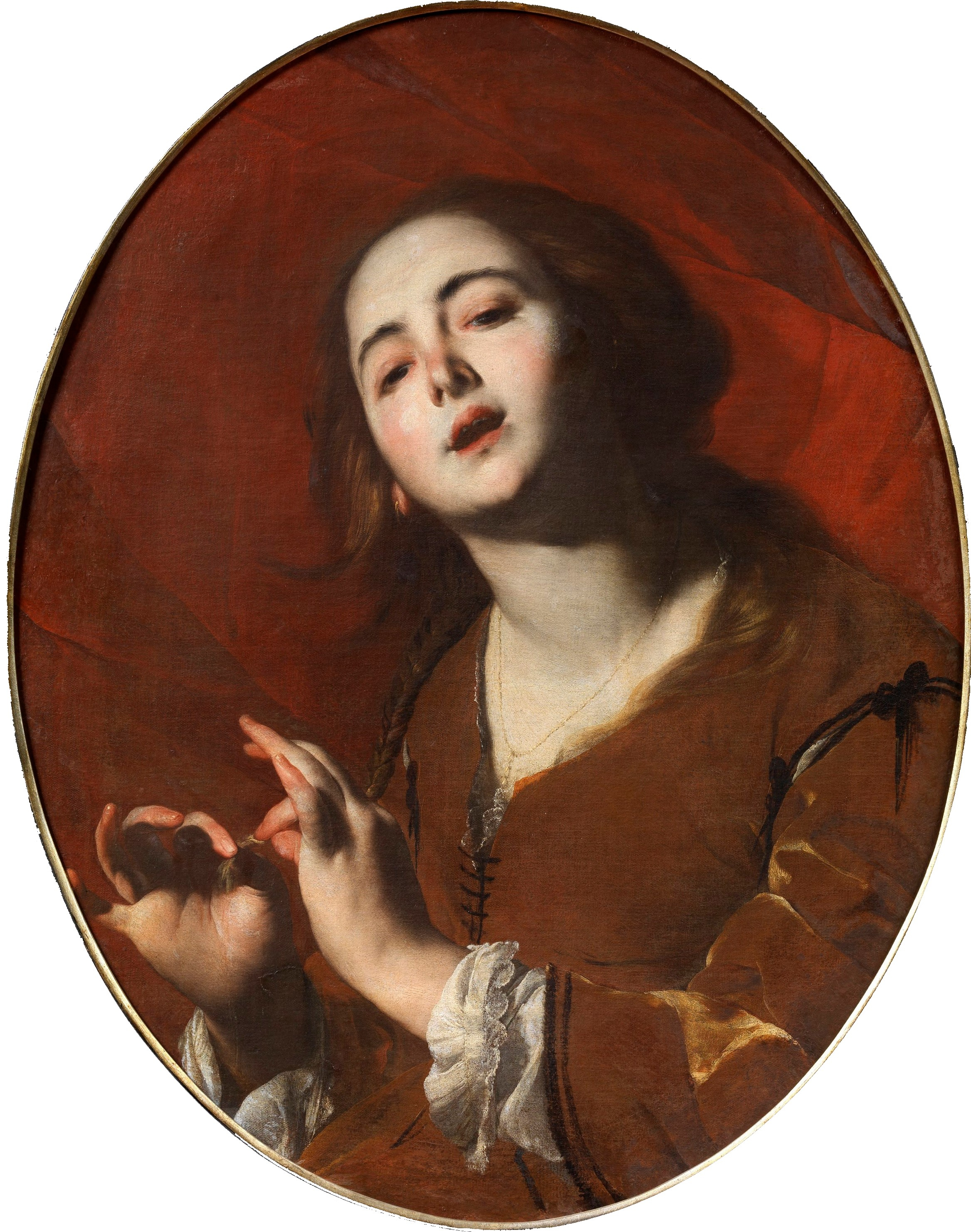
Bernardo Cavallino, La cantatrice (1635-36, Museo di Capodimonte, Napoli)

Tra i caravaggisti che in questi anni rividero il proprio stile, rientrano i nomi di Jusepe de Ribera, che muterà la propria pittura a partire dal 1635, virando sui modi del Grechetto, seppur in sporadiche occasioni ritornerà alla pittura naturalista che l'ha contraddistinto nei primi trent'anni del secolo, come nella Testa del Battista (1646) al Museo civico Gaetano Filangieri di palazzo Cuomo a Napoli; Filippo Vitale, con la Pietà (databile tra il 1635 e il 1640) per la chiesa di Santa Maria Regina Coeli; Paolo Finoglio, con le tele post 1634 delle Storie della Gerusalemme liberata per il castello degli Acquaviva a Conversano; il Maestro dell'Annuncio ai pastori, riscontrabile nell'Adorazione dei magi (tra il 1640 e il 1650) di Gallerie d'Italia a Napoli; Andrea Vaccaro, nato naturalista caravaggesco per poi aprirsi a partire dagli anni '30 al classicismo vandyckiano; Bernardo Cavallino (1616-1656), allievo di Andrea Vaccaro che subì anch'egli l'influenza di Van Dyck, autore di tele religiose di gusto profano di grande luminosità e colore, come la nota Cantatrice (1636 circa), il Martirio di san Bartolomeo (1640) e l'Estasi di santa Cecilia (1645), di cui si conserva anche il bozzetto, tutte e quattro a Capodimonte; Antonio De Bellis, nelle sue opere successive agli anni '50; Giuseppe Marullo (1610?–1685), nato vicino al Ribera e allineatosi allo Stanzione e a Pacecco De Rosa; Francesco Guarini, con la serie di tele successive al 1636 per la collegiata di San Michele Arcangelo di Solofra; i fratelli Cesare e Francesco Fracanzano, quest'ultimo aperto alle nuove soluzioni con le due tele di San Gregorio gettato nel pozzo (1635) e Tiridate implora san Gregorio perché gli vengano restituite sembianze umane (1635) per la cappella dedicata allo stesso santo della chiesa di San Gregorio Armeno a Napoli; e infine Aniello Falcone, il quale nella Fuga in Egitto (1641) del museo diocesano di Napoli o negli affreschi con le Storie di Mosè (1647) per villa Roomer a Napoli, si ispirerà ai modi di Poussin e del Grechetto.

### Il classicismo neoveneto di Ribera
Jusepe de Ribera, a partire dal 1635, una volta scoperto il nuovo gusto, fu tra i protagonisti della "svolta pittoricista" che interessò la città, rimodernando ancora una volta il proprio stile, che passò da quello tenebrista a quello più luminista e solare, tipico del barocco neo-veneto che caratterizzerà la seconda metà del Seicento, fatto di larghe e dense stesure di colore, nonché di tonalità cromatiche rischiarate, sui modi della pittura di Tiziano e di Paolo Veronese e che troverà seguito anche in pittori di futura generazione come Mattia Preti e Luca Giordano, i quali proprio negli ambiti del Ribera muoveranno i primi passi.

A questa "seconda fase" della vita pittorica del Ribera, che lo accompagnerà fino alla sua morte nel 1652, si segnalano l'Immacolata Concezione (1635) per la chiesa de las Augustinas Descalzas di Salamanca, le tele a soggetto mitologico, come le due coeve dell'Apollo e Marsia (1637), una proveniente dalla collezione d'Avalos e ora a Capodimonte (che diverranno modello per i pittori locali, tant'è che qualche anno dopo, nel 1659 circa, anche Luca Giordano rifarà in una propria versione a mo' di elogio del maestro spagnolo, conservata sempre nel museo napoletano) e l'altra al museo di Belle Arti di Bruxelles, e come la Venere e Adone (1637) della galleria Corsini a Roma, la Pietà (1637) per la cappella del Tesoro della certosa di San Martino di Napoli, la serie di Profeti (1638-1643) nella controfacciata e nelle lunette della stessa chiesa certosina, il Martirio di san Filippo (1639) e il Sogno di Giacobbe (1639), entrambi al museo del Prado, lo Storpio (1642) al museo del Louvre di Parigi, il Battesimo di Cristo (1643) al museo di Nancy, il San Bruno che riceve la regola (1643) per i padri certosini di Napoli, il San Gennaro che esce illeso dalla fornace (tra il 1643 e il 1647) per la cappella del Tesoro di San Gennaro, dove in questo caso fu chiamato assieme allo Stanzione a completare la serie di tavole su rame che il Domenichino non riuscì a ultimare e che costituisce di fatto l'unica opera pittorica "non emiliana" all'interno della cappella, nonché uno dei massimi capolavori della pittura napoletana del Seicento, l'Adorazione dei Pastori (1650) al Louvre, la Comunione degli Apostoli (1651) nel coro della chiesa della certosa di San Martino, la Santa Maria Egiziaca (1651) di palazzo Cuomo a Napoli, il San Girolamo e il San Sebastiano (1651) per il complesso certosino di Napoli e infine il San Girolamo (1652) del museo del Prado di Madrid.

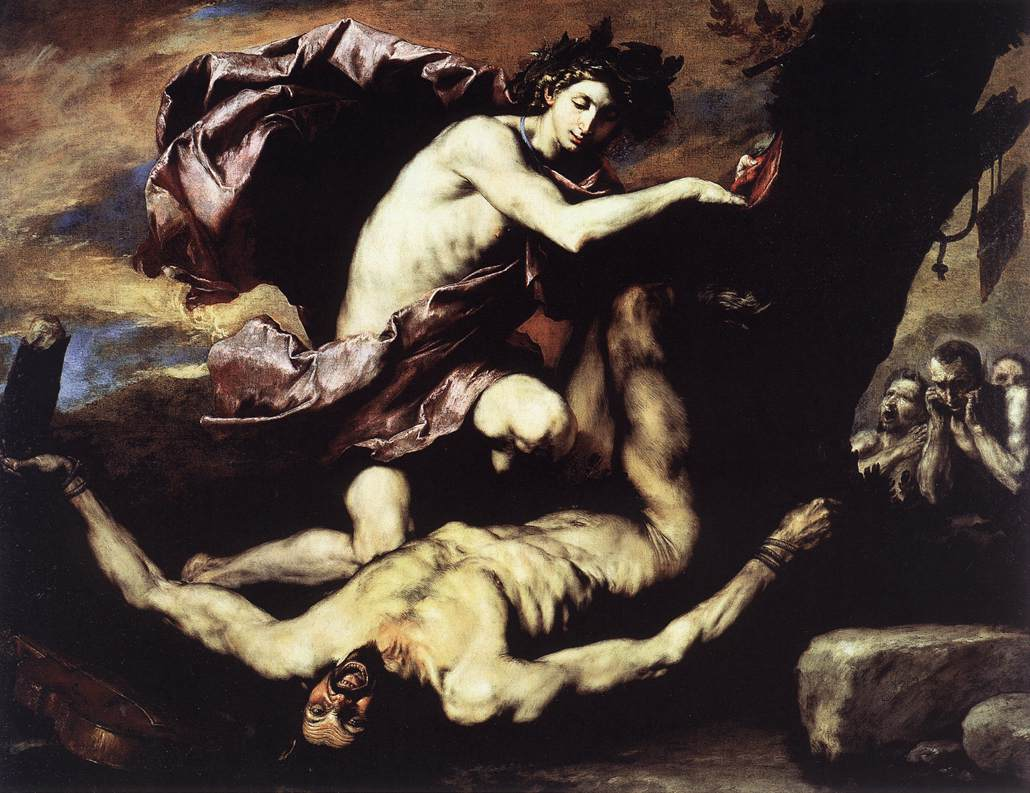
Apollo e Marsia (1637, Ribera - Versione di Capodimonte, Napoli)
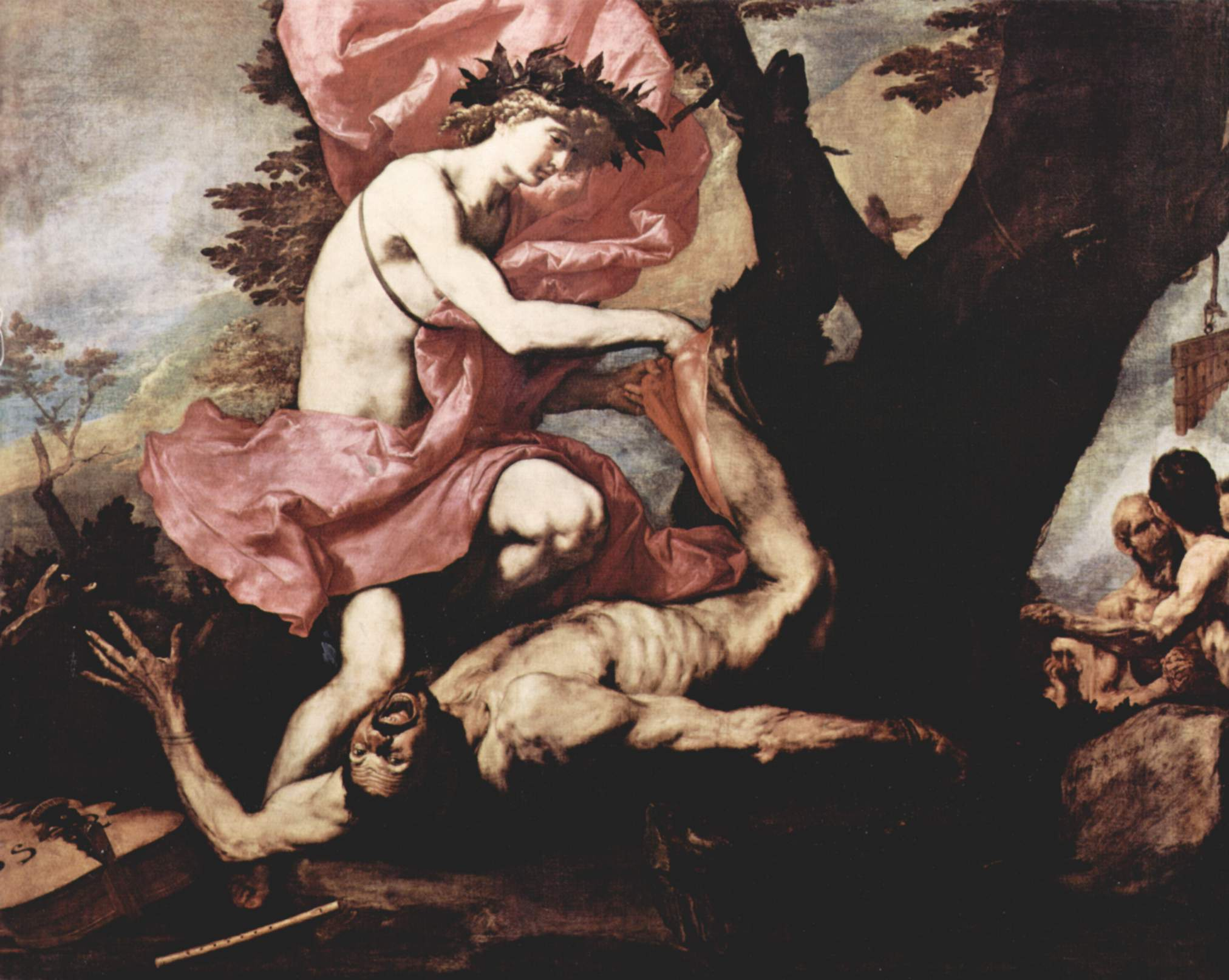
Apollo e Marsia (1637, Ribera - Versione di Bruxelles)
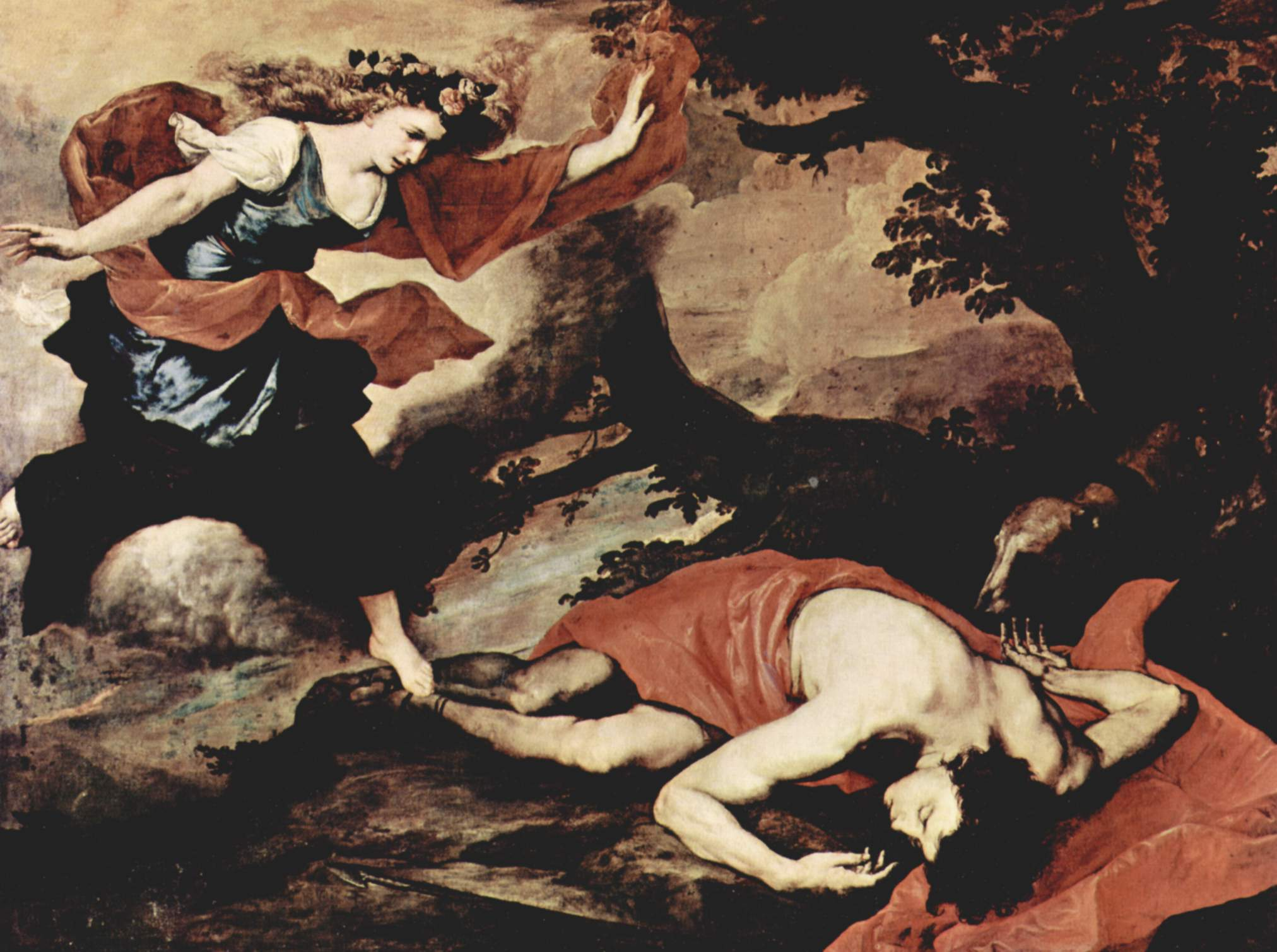
Venere e Adone (1637, Ribera - Museo di Palazzo Corsini, Roma)

Con l'arrivo della peste del 1656 sparirono quasi tutti i pittori che hanno contribuito allo sviluppo della pittura napoletana nella prima metà del secolo, rimasero infatti in vita solo Andrea Vaccaro, Salvator Rosa, Andrea De Lione e Aniello Falcone mentre trovarono la morte Juan Do, Massimo Stanzione, Pacecco De Rosa, Hendrick van Somer, Onofrio Palumbo, Francesco Fracanzano, Onofrio De Lione, Agostino Beltrano, Bernardo Cavallino (altri morirono precedentemente per cause naturali, come Ribera, Vitale, Finoglio, Caracciolo). La successiva metà del secolo sarà dominata dalla scia di pittori che seguiranno le lezioni dei maestri che hanno caratterizzato la pittura locale della prima parte del Seicento, nata con il caravaggismo più puro, evolutosi successivamente verso il tenebrismo di Ribera e dei suoi seguaci, fino a giungere ad un ritorno al gusto classicista tipico del barocco romano ed emiliano.
Tra tutti, i pittori che meglio sapranno reinterpretare e aggiungere un'ulteriore tappa nella evoluzione della pittura napoletana saranno Mattia Preti, che si stabilirà in città dal 1653 al 1661, e Luca Giordano, il quale, muovendo i primi passi nell'ambito di Jusepe de Ribera, introdurrà in città lo stile e i modi della pittura barocca di Pietro da Cortona e di quella veneta di Paolo Veronese.

## L'esplosione della pittura barocca (1656-1700)

### L'influenza di Mattia Preti
Secondo parte della critica, la peste del 1656 ha condotto la pittura napoletana del secolo a un "punto zero", oltre il quale, di lì in poi, si sarebbero avviate nuove soluzioni stilistiche che avrebbero guardato ai fenomeni che avevano già interessato negli anni addietro altre città italiane come Roma e Venezia. Alcuni pittori formatesi nella prima metà del secolo, su tutti Mattia Preti (a Roma intorno al '30) e Luca Giordano (negli anni '50 presso la bottega del Ribera), sebbene inizieranno l'attività con la ripresa dei grandi maestri caravaggisti del passato (come il Ribera, Caracciolo, Vitale e il Maestro dell'Annuncio ai pastori), nella seconda parte del XVII secolo si evolveranno verso una pittura barocca di ampio e luminoso respiro, facendosi promotori di questi mutamenti e aprendo l'ambiente napoletano all'accoglimento di una nuova pittura. Se si escludono autori (come Andrea Vaccaro) che hanno già caratterizzato la prima metà del secolo e che sono rimasti in vita anche nella seconda parte (continuando la propria attività senza particolari mutamenti stilistici), la seconda metà del Seicento sarà dominata principalmente da cinque artisti i quali determineranno con le loro opere i punti di picco della pittura locale di questi anni: Mattia Preti, Luca Giordano, Giovan Battista Beinaschi, Paolo De Matteis e Francesco Solimena. A questi poi si affiancheranno anche altri autori locali che invece non troveranno fama extra territoriale, anche perché ancorati ancora a una pittura classicista, come nei casi di Giacomo Farelli (1629-1706), Francesco Di Maria (1623-1690), i cui lavori più importanti sono nella chiesa di San Lorenzo Maggiore, e Nicola Vaccaro (1640-1709), o, ancora, come Pietro (1610-1692) e Giacomo del Pò (1654-1726), pittore quest'ultimo dedicato per lo più alle decorazioni dei palazzi nobiliari, Andrea (1635-1698) e Nicola Malinconico (1663-1721), Giuseppe Simonelli (1650-1710), Michele Ragolia (?-1686 ca.) e Giovan Tommaso Fasano (1646-1716). Ciò che più caratterizzerà la seconda metà del Seicento, rispetto alla prima, che si prolungherà anche per tutto il Settecento e che sancirà la vera esplosione del barocco napoletano in termini pittorici, trovando in Giordano, Beinaschi e Solimena i massimi esponenti in questo senso a Napoli, sarà la ripresa di grandi cicli di affreschi per i palazzi nobiliari cittadini ed extraurbani, nonché per le cupole e per le pareti delle chiese, riprendendo i modi classici già degli anni '30 di Lanfranco e Domenichino durante i loro soggiorni a Napoli, ma anche seguendo le influenze di Pietro da Cortona a Roma e del Tintoretto a Venezia.

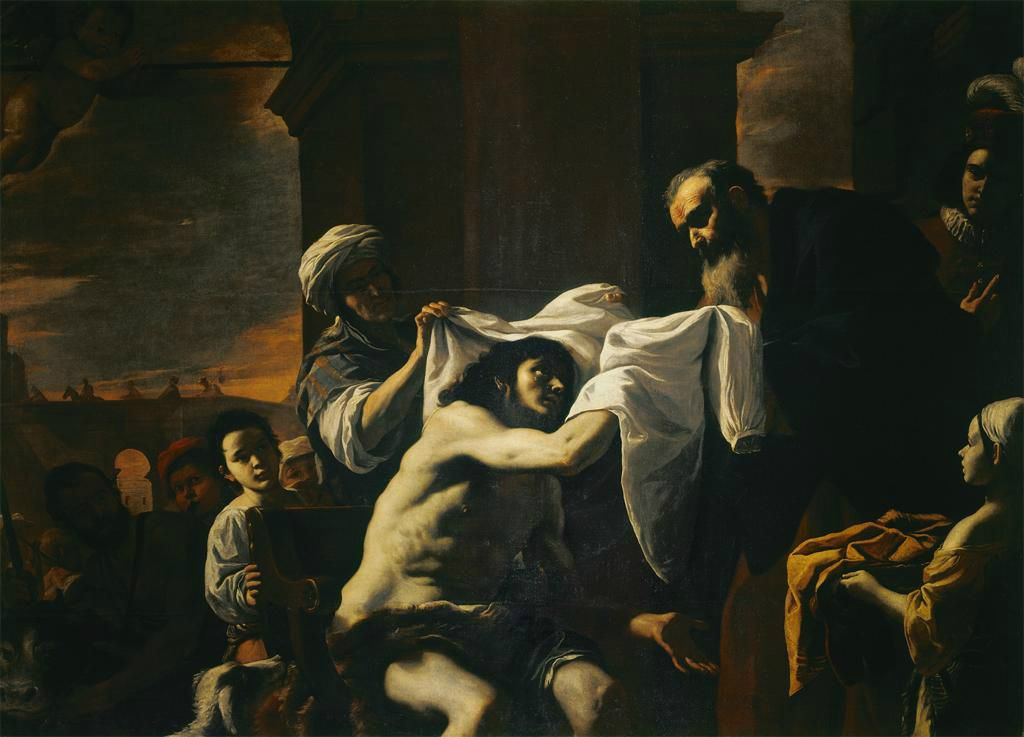
Mattia Preti, Ritorno del figliol prodigo (1658, Palazzo Reale di Napoli)

Mattia Preti (1613-1699), pittore calabrese che si formò a Roma nel solco della pittura caravaggista locale, giunse a Napoli nel 1653, introducendo nelle sue numerose opere che eseguirà, fino al suo definitivo viaggio verso Malta, avvenuto nel 1661, il nuovo modo di fare pittura barocca. Mattia Preti costituì per la città un vero e proprio momento di transizione della pittura locale, grazie al fatto che il suo stile riusciva a mettere insieme nelle opere sia i modelli solari del Correggio, sia quelli atmosferici della pittura veneta del Cinquecento, che quelli naturalisti della pittura caravaggista di inizio Seicento. Pitture su cui si riscontrano le predette caratteristiche stilistiche e che di fatto costituiscono le principali commesse al pittore calabrese una volta giunto a Napoli sono quelle per le porte della città, per le quali dovette eseguire tra il 1657 e il 1659 affreschi con scene votive per la peste del 1656, dei cui lavori oggi permane solo quello su porta San Gennaro e diversi bozzetti preparatori al museo di Capodimonte, i cicli per la cupola della chiesa di San Domenico Soriano (poi andati perduti), per la quale eseguì anche il San Nicola di Bari (1653 circa), la Giuditta e Oloferne e il San Giovanni Battista (entrambe del 1653-1656 circa), il Ritorno del figliol prodigo (1656 circa), la Madonna di Costantinopoli (1656), il San Sebastiano (1657 ca.), il Convito di Assalonne, quello di Baldassarre (entrambe tra il 1660 e il 1665), tutti conservati a Capodimonte e poi ancora un'altra versione del Ritorno del figliol prodigo (1658), al Palazzo Reale di Napoli, ma anche la serie di tele eseguite per il soffitto della chiesa di San Pietro a Majella, con gli Episodi della vita di san Pietro Celestino e di Santa Caterina d'Alessandria, iniziati nel 1657 e terminati nel 1673, con le ultime opere inviate quando era già a Malta, rappresentanti uno dei punti massimi della pittura italiana del Seicento.

### Il barocco di Luca Giordano

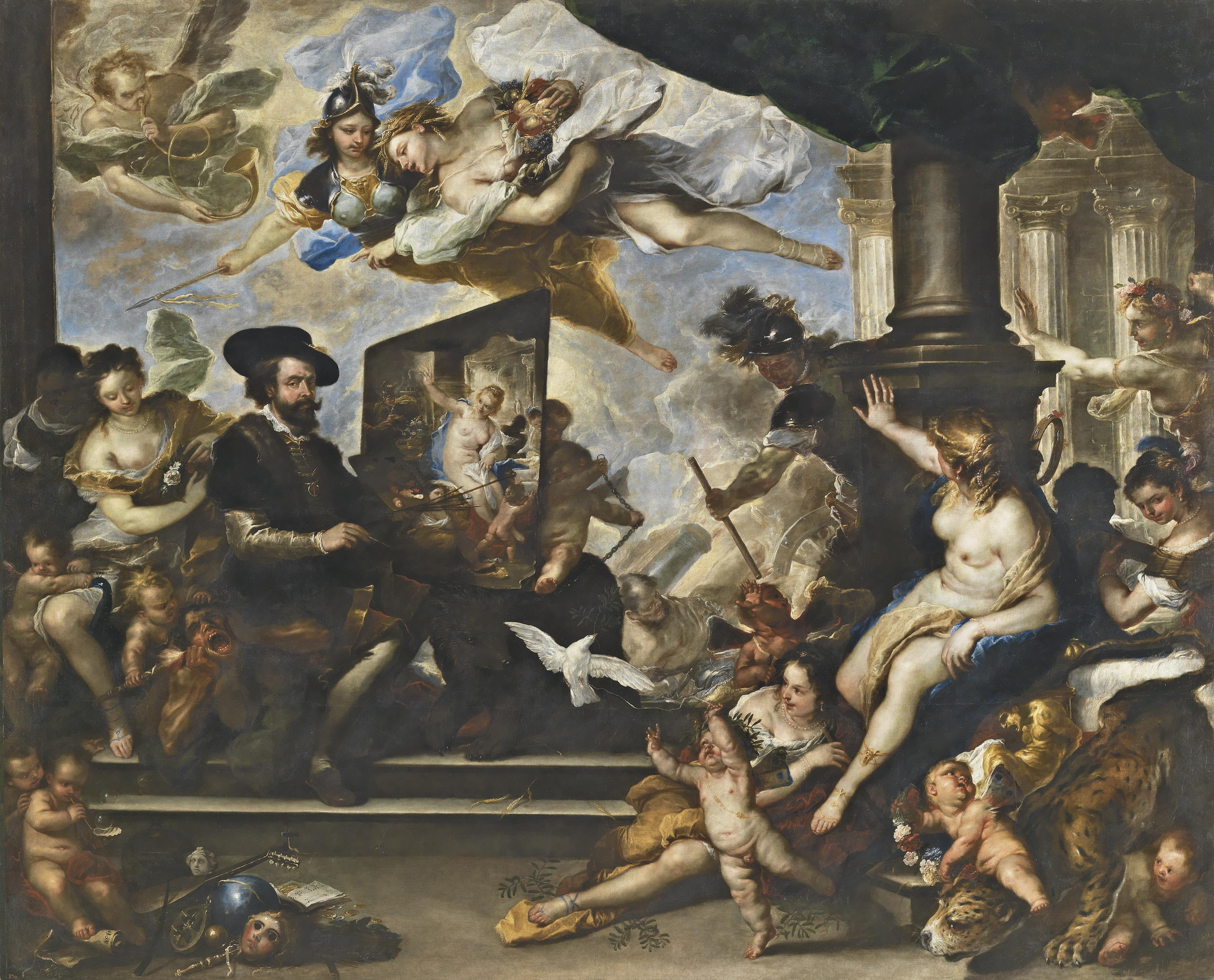
Luca Giordano, Rubens che dipinge l'allegoria della pace (1660, Museo del Prado, Madrid)

A Napoli avviene l'incontro tra il Preti e un giovane Luca Giordano (1634-1705), che risulterà di particolare rilevanza per entrambi in quanto fonte per i due di un interscambio di influenze stilistiche. Il Giordano si annovera tra i più importanti pittori napoletani e tra i più prolifici di sempre, artista longevo dal punto di vista pittorico, avendo all'attivo circa tremila dipinti eseguiti, e costantemente in evoluzione nello stile, grazie ai viaggi che effettua a più riprese nel corso della sua vita a Roma e a Venezia, attraverso i quali il suo modo di intendere la pittura assume una veste sempre dinamica e in movimento superando così la tradizione del caravaggismo e inaugurando l'arte del barocco più esplosivo, dai vivaci colori, che si rifà anche allo studio magistrale della pittura veneta da cui assimila le pennellate sfumate e veloci e a quello di autori classici del Cinquecento, come Raffaello, Annibale Carracci e Michelangelo.

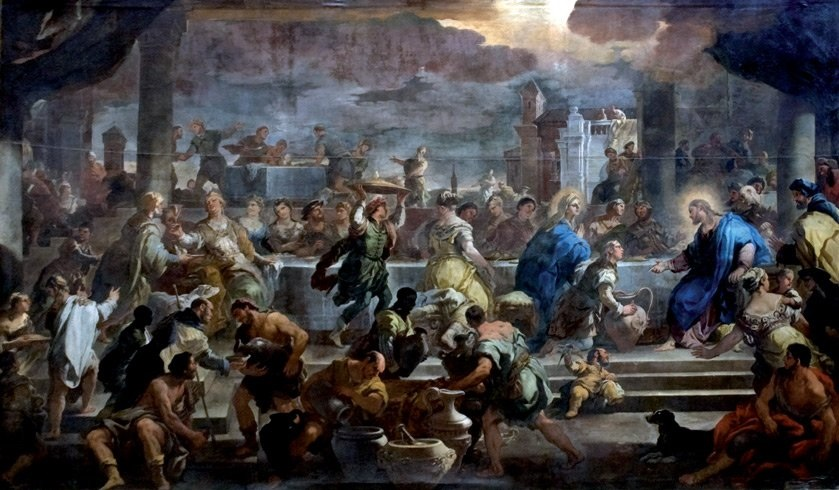
Luca Giordano, Nozze di Cana (1705, chiesa di Donnaregina Nuova, Napoli)

Lo stile del Giordano spazia quindi dalle orme del caravaggismo di Jusepe de Ribera, ai cui modi si riconducono le tele dei primi anni, come la serie databile intorno al 1650 di Filosofi, di cui per lo più in collezioni private seppur un esemplare esposto alla galleria di palazzo Barberini a Roma, molto simile alle figure ritratte dal maestro spagnolo nelle raffigurazioni dei cinque sensi, il Cristo e l'adultera (1653) della chiesa del Pio Monte della Misericordia, ma anche altre pitture successive a tema mitologico, come l'Apollo e Marsia (1659), al museo di Capodimonte, un vero e proprio omaggio alla versione a medesimo soggetto del maestro valenzano, o pitture vicine ai modi di Tiziano e Rubens, riscontrabile per esempio nelle tele spagnole, veneziane e napoletane eseguite tra il 1657 e il 1660, come quelle per la chiesa dell'Ascensione a Chiaia, dove eseguì il San Michele Arcangelo che sconfigge gli angeli ribelli, soggetto che poi ripeterà più volte durante la sua vita, di cui le versioni più note sono una nella cappella di Castel Sant'Elmo e due, con influssi veneti, alla Gemäldegalerie di Berlino del 1663 e al Kunsthistorisches museum di Vienna datata 1666 circa, per la distrutta chiesa di Santa Maria della Solitaria, per la chiesa di San Giuseppe delle Scalze a Pontecorvo, dove eseguì la Sacra famiglia coi simboli della passione (1660), per quella di Santa Maria del Pianto, dove esegui le sontuose tele dei Santi patroni di Napoli adorano il crocifisso (1660 ca.) e del San Gennaro che intercede presso la Vergine, Cristo e il Padre Eterno per la peste (1656 ca.), per la chiesa di Sant'Agostino degli Scalzi, con l'Elemosina di san Tommaso da Villanova (1658), fino al barocco luminoso di Pietro da Cortona, che si evince su un cospicuo numero di opere a tema mitologico commissionate da nobili locali, come quelle per la collezione d'Avalos, o come il Sant'Alessio morente (1660) per la chiesa delle Anime del Purgatorio ad Arco, che richiama in maniera evidente la versione cortonese del 1638 ai Girolamini, e allo stile compositivo di Paolo Veronese, da cui assimilerà le architetture e le scene concitate in banchetti e cene, come nelle Nozze di Cana (1663) del museo di San Martino, nella Crocifissione di san Pietro alle gallerie dell'Accademia di Venezia, nella Madonna del Baldacchino (1686), a Capodimonte, e nelle due grandi tele delle Nozze di Cana e della Moltiplicazione dei pani e dei pesci, entrambe firmate e datate 1705 per la chiesa di Donnaregina Nuova e considerate le ultime opere dell'artista napoletano.

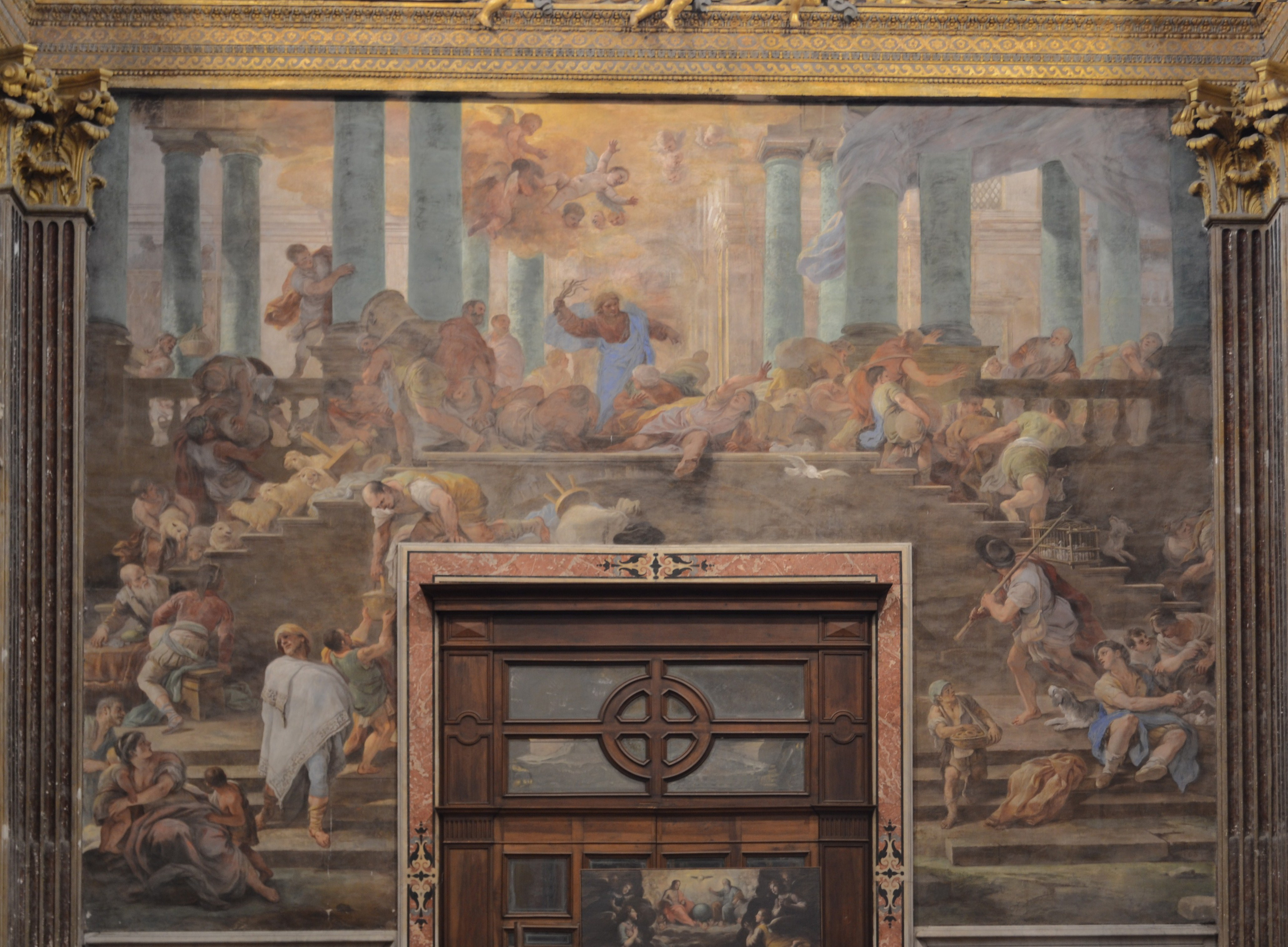
Luca Giordano, Cacciata dei mercanti dal Tempio (1684, chiesa dei Girolamini, Napoli)

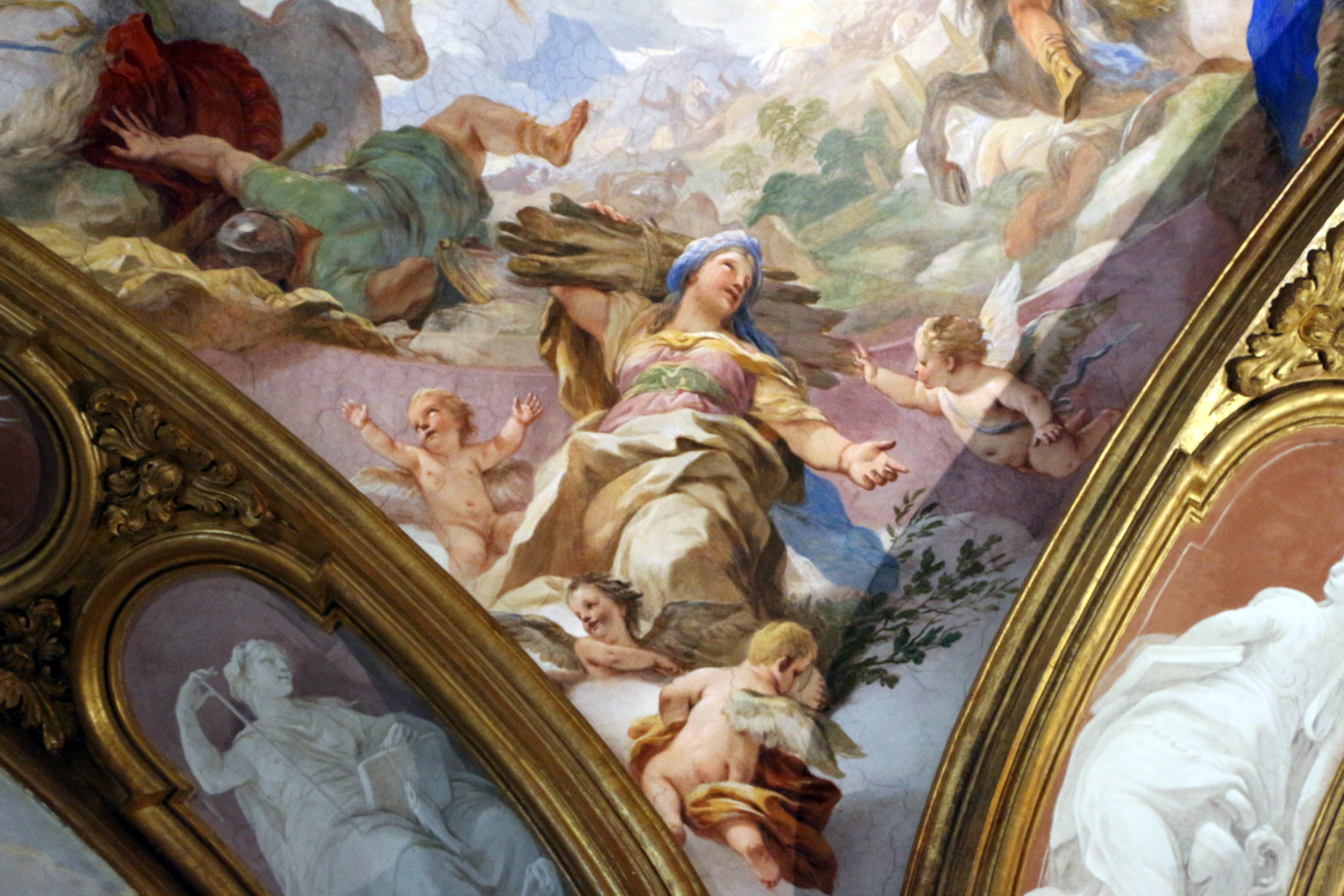
Luca Giordano, particolare del Trionfo di Giuditta (1703, certosa di San Martino, Napoli)

A partire dagli anni '70 e fino alla sua morte, avvenuta nel 1705, Il Giordano si distinse soprattutto per una serie di grandi cicli di affreschi, lasciati a Napoli, Firenze e in Spagna, che costituiscono alcuni dei suoi più importanti lavori, che saranno modelli di riferimento anche per i grandi cicli ad affresco successivi di Solimena, De Matteis, De Mura ed altri autori del Settecento, e che sono di fatto tra i più alti raggiungimenti dalla pittura barocca in Italia. Questi sono gli anni degli affreschi per le chiese napoletane di Santa Brigida, con l'Apoteosi della santa e il Paradiso (1678), mentre tra le finestre della cupola, i Dottori della Chiesa e gli Evangelisti, con in basso Jaele, Debora, Giuditta e Sareftana, di San Gregorio Armeno, dove oltre alle Storie di San Benedetto nei sottarchi delle cappelle laterali (1679-1681) eseguì nella cupola (secondo le lezioni del Lanfranco) la Gloria di San Gregorio (1671) mentre nei peducci Mosè, Giosuè, Melchisedec e Ruth (1679-1681), dei cicli sulla controfacciata della chiesa dei Girolamini, con la grande scena della Cacciata dei mercanti dal Tempio (1684), e nel coro delle converse della chiesa di Santa Maria Donnaregina Nuova, di cui rimangono leggibili Giaele che uccide Sisara col piolo, Santa Margherita e il drago e Re Davide (1687). A Firenze il pittore napoletano intervenne nel 1682 nella cappella Corsini della basilica di Santa Maria del Carmine, dove raffigurò Sant'Andrea Corsini nella gloria del Paradiso e le quattro virtù, mentre tra il 1682 e il 1685, nella galleria degli specchi del palazzo Medici Riccardi, raffigurò Storie mitologiche e, al centro della volta, Giove e l'Apoteosi dei Medici; tra il 1692 e il 1702 è invece in Spagna dove eseguirà grandi affreschi nel monastero di San Lorenzo all'Escorial, con cicli sullo scalone d'ingresso (dov'è l'Apoteosi della dinastia di Spagna) e nella cappella reale, nella sagrestia della cattedrale di Toledo, nel Palazzo Reale a Madrid e nel Palazzo reale di Aranjuez, mentre a partire dal 1703 è di nuovo a Napoli dove concluse la sua attività compiendo per i sottarchi e per la volta del cupolino della cappella del Tesoro Nuovo della certosa di San Martino i suoi ultimi capolavori ad affresco con le Storie e il Trionfo di Giuditta.
Parallelamente all'attività del Giordano, a Napoli intanto si stabilì il pittore torinese Giovan Battista Beinaschi (1636-1688), anch'egli nato con pitture caravaggiste vicine ai modi ribereschi e poi allineatosi alla pittura di Giovanni Lanfranco (conosciuto già durante i suoi soggiorni a Roma), trasferitosi dal 1664 in città dove lasciò lavori ad affresco per le chiese locali. Tra le sue più importanti committenze ci sono infatti gli affreschi per la chiesa dei santi Apostoli, dove eseguì l'affresco del Paradiso interno della cupola che il Lanfranco non riuscì a completare nel 1647 a causa dei moti antispagnoli, gli affreschi con il Paradiso, le Storie della Vergine e gli Evangelisti nella Basilica di Santa Maria degli Angeli a Pizzofalcone, quelli con Storie del Vecchio Testamento e della Passione di Cristo nella crociera della chiesa del Gesù Nuovo, la Gloria del nome di Maria per la chiesa di Santa Maria in Portico, altri per alcune cappelle della chiesa di Santa Maria la Nova e infine per quella dei Girolamini, dove eseguì i Santi lungo le arcate delle cappelle laterali e la Gloria di San Filippo Neri nella volta della sacrestia.

### La chiusura della stagione artistica

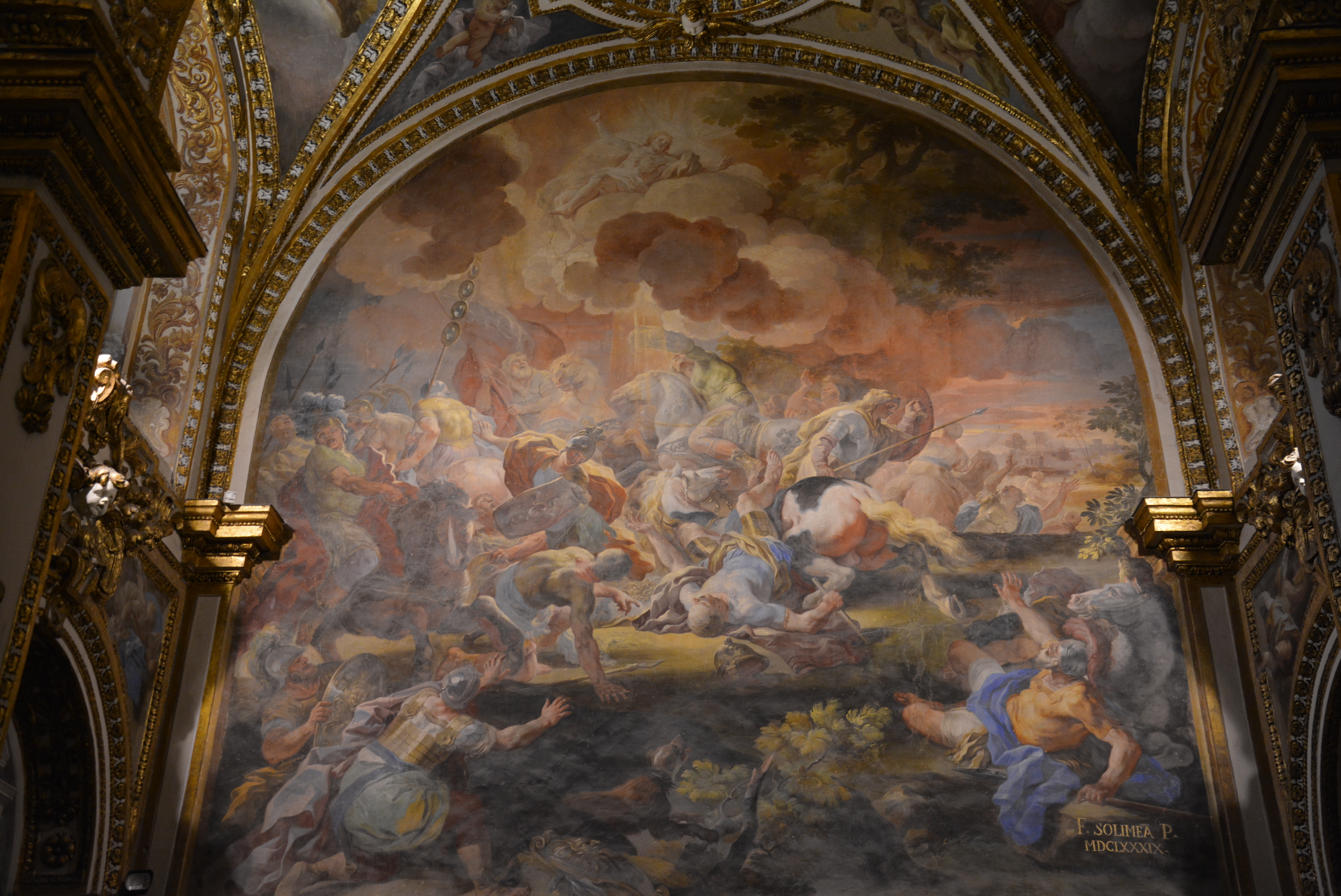
Francesco Solimena, Caduta di San Paolo (1690 ca., sacrestia di San Paolo Maggiore, Napoli)

Mattia Preti e Luca Giordano furono quindi, in un panorama artistico locale pressoché statico, gli unici autori che riuscirono ad avviare in città una nuova stagione artistica che, se nel corso del Seicento non troveranno autori capaci di assimilarne le formule e rimodulare il fenomeno, sul finire dello stesso, ma soprattutto per gran parte del Settecento, troverà in Francesco Solimena (1657-1747) e in Paolo De Matteis (1662-1728), a cui poi si aggiungerà anche Francesco De Mura (1696-1782), i principali esponenti di una pittura di inclinazione giordanesca rivista in chiave poetica e teatrale, tra classicismo e barocco, caratterizzata da raffigurazioni essenzialmente di tipo profano e mitologico dalla ordinata monumentalità compositiva e dalla chiarezza formale delle singole immagini, che riscuoterà enorme successo e che dominerà su tutta la pittura napoletana del XVIII secolo fino a sfociare nello stile del rococò napoletano.
Del Solimena si segnalano intorno al 1684 i cicli di affreschi del coro delle converse della chiesa di Santa Maria Donnaregina Nuova, con la Vita di San Francesco e i santi Andrea, Gennaro e Bartolomeo e la grande scena frontale del Miracolo delle rose, che costituisce di fatto il primo affresco di grandi dimensioni del pittore, al 1690 i cicli per la sacrestia della chiesa di San Paolo Maggiore, con Angeli, Allegorie, Virtù e la Caduta di San Paolo e di Simon Mago sulle grandi pareti frontali, anch'essa tra le principali opere espressive degli esordi dell'autore napoletano e infine gli affreschi per la chiesa di San Nicola alla Carità databili tra il 1696 e il 1697, con episodi della Vita di san Nicola negli scomparti centrali della volta, con virtù e apostoli negli spicchi laterali vicino alle finestre, e La predica di san Paolo e La predica San Giovanni Battista ai lati della finestra della controfacciata. Del De Matteis, invece, si segnalano i lavori tra il 1695 e il 1698 per la chiesa di San Ferdinando, in particolare gli affreschi sulla volta con le Virtù nei peducci e il Trionfo della religione sull'eresia tramite sant'Ignazio di Loyola, san Francesco Saverio, san Francesco Borgia e i tre martiri giapponesi al centro della navata, e quelli firmati e datati 1699 per la farmacia della certosa di San Martino, con affreschi di Virtù e sulla volta il San Bruno che intercede presso la Madonna per l'umanità sofferente.

## La natura morta
Nel corso del Seicento durante i fenomeni di innovazione della pittura locale, questi hanno riguardato anche le nature morte, le quali, a partire dagli anni '30 e per tutto il XVII secolo (ma fino al Settecento inoltrato), riscuoteranno particolare successo nella committenza aristocratica napoletana. Diversi furono gli autori di questo stile, sempre comunque improntati sul fare naturalista tipico del caravaggismo che ha caratterizzato il primo trentennio del secolo, alcuni dei quali maestri del "settore" talvolta anche ricercati da altri pittori di scena, come il Caracciolo, il Sellitto, il Giordano, il Solimena, per raffigurare all'interno delle loro composizioni appunto opere "in posa".

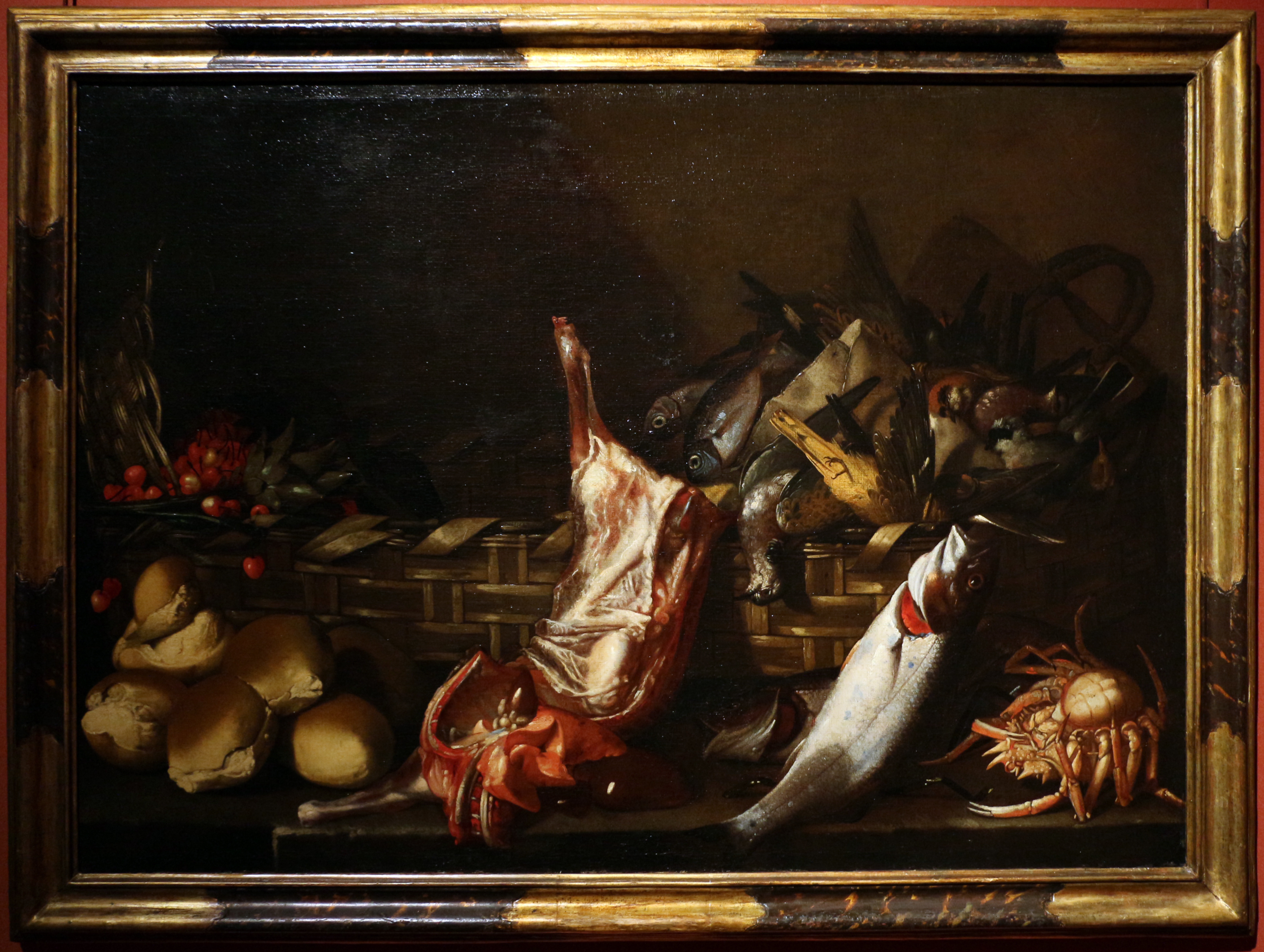
Giovan Battista Ruoppolo, Natura morta con pani,frutta, selvaggina e pesci (1665-1670, Gallerie d'Italia, Napoli)

Tra gli autori specializzati in nature morte, che riuscirono a trovare più o meno successo nell'ambiente partenopeo specializzandosi esclusivamente in questo genere pittorico vi furono invece Luca Forte (1600/1605-1670), che di fatto costituisce il primo autore autoctono di nature morte a Napoli, la dinastia della famiglia Recco, con Giacomo (1603-1654) il forse fratello Giovan Battista e il figlio Giuseppe Recco (1634–1695), specializzati in nature in posa viste da "interni di cucine" mentre il figlio Giuseppe si annovera anche tra i collaboratori di natura in posta nei dipinti di altri autori come il Giordano e il Solimena, poi Giovan Battista Ruoppolo (1629–1693), Paolo Porpora (1617-1673), autore di nature morte caratterizzate per lo più dalla presenza di pesci e altri elementi "marini" all'interno delle sue composizioni, e infine Andrea Belvedere (1646/52-1732), dove si segnala la Ipomee e boules de neige (1680) al museo di Capodimonte.

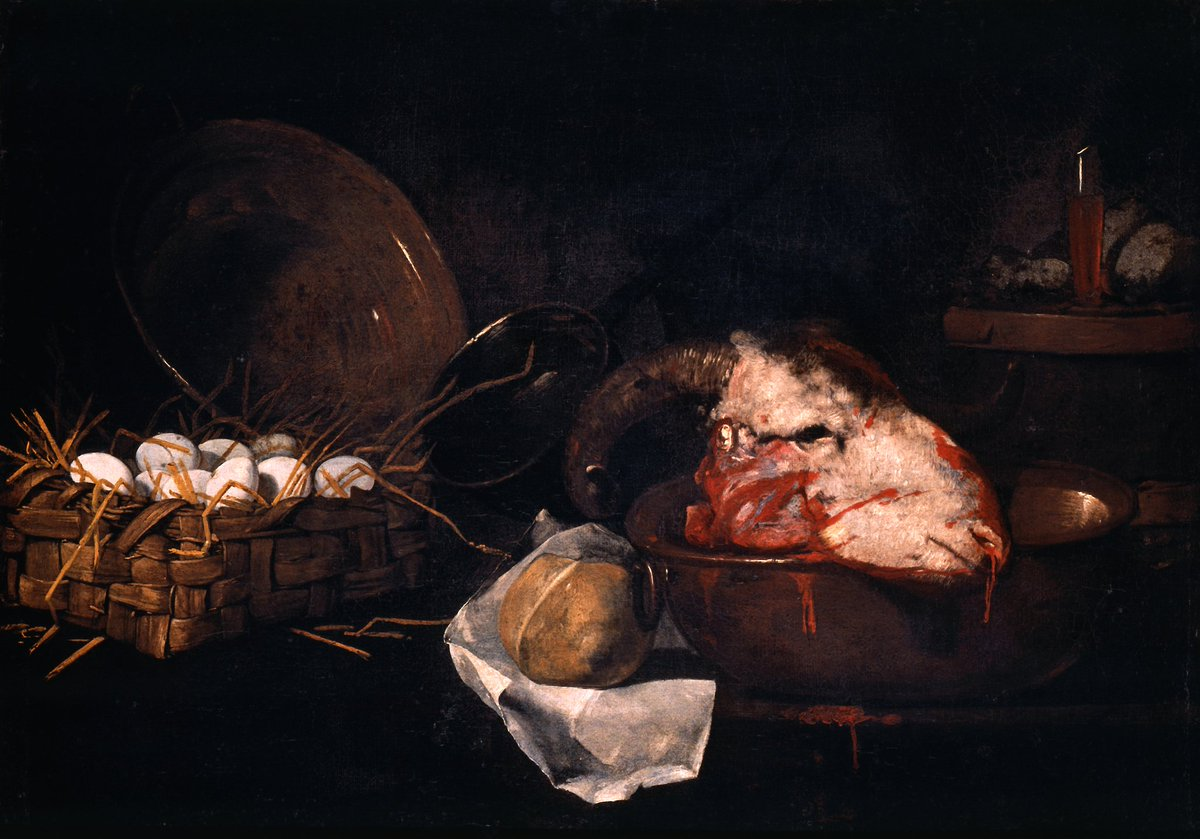
Jusepe de Ribera, Interno di cucina con testa di caprone (1650 ca., Museo di Capodimonte, Napoli)

Accanto a questo gruppo di pittori specializzati sul tema, vi fu un considerevole numero di autori di pittura "ordinaria", di soggetti sacri o profani, che comunque decisero di cimentarsi in opere in "natura morta" autonome o inserite in contesti più ampi all'interno delle scene dei loro stessi dipinti, come Aniello Falcone, Andrea De Lione, il Maestro dell'Annuncio ai pastori, ma soprattutto Jusepe de Ribera, che anche in questo genere si mostrò tra i più felici e riusciti maestri pittorici. Del Ribera, seppur appare evidente il suo avvio alla realizzazione di nature morte già a partire dalle sue composizioni sacre e profane del 1626, dove le utilizzò come elemento "decorativo" di una scena d'insieme più ampia: questi sono i casi del San Girolamo e l'angelo del Giudizio, del Sileno ebbro, entrambe a Capodimonte, proseguite poi anche nella Partenza di Giacobbe (1637) al museo del Prado e nell'Adorazione dei pastori (1650) del Louvre, non si hanno precise informazioni riguardanti un catalogo ben definito di opere in natura morta, anche a causa di conflitti di attribuzione con Giuseppe Recco. L'unica opera che vede un'assegnazione alla mano del pittore spagnolo pressoché condivisa dalla critica ufficiale è quella al museo di Capodimonte con l'Interno di cucina con testa di caprone, databile intorno al 1650 circa e di cui si riscontrano analogie con un'altra opera considerabile "in posa", quale la Testa del Battista (1646) del museo civico Gaetano Filangieri a palazzo Cuomo.

## La pittura paesaggista e le scene di battaglie

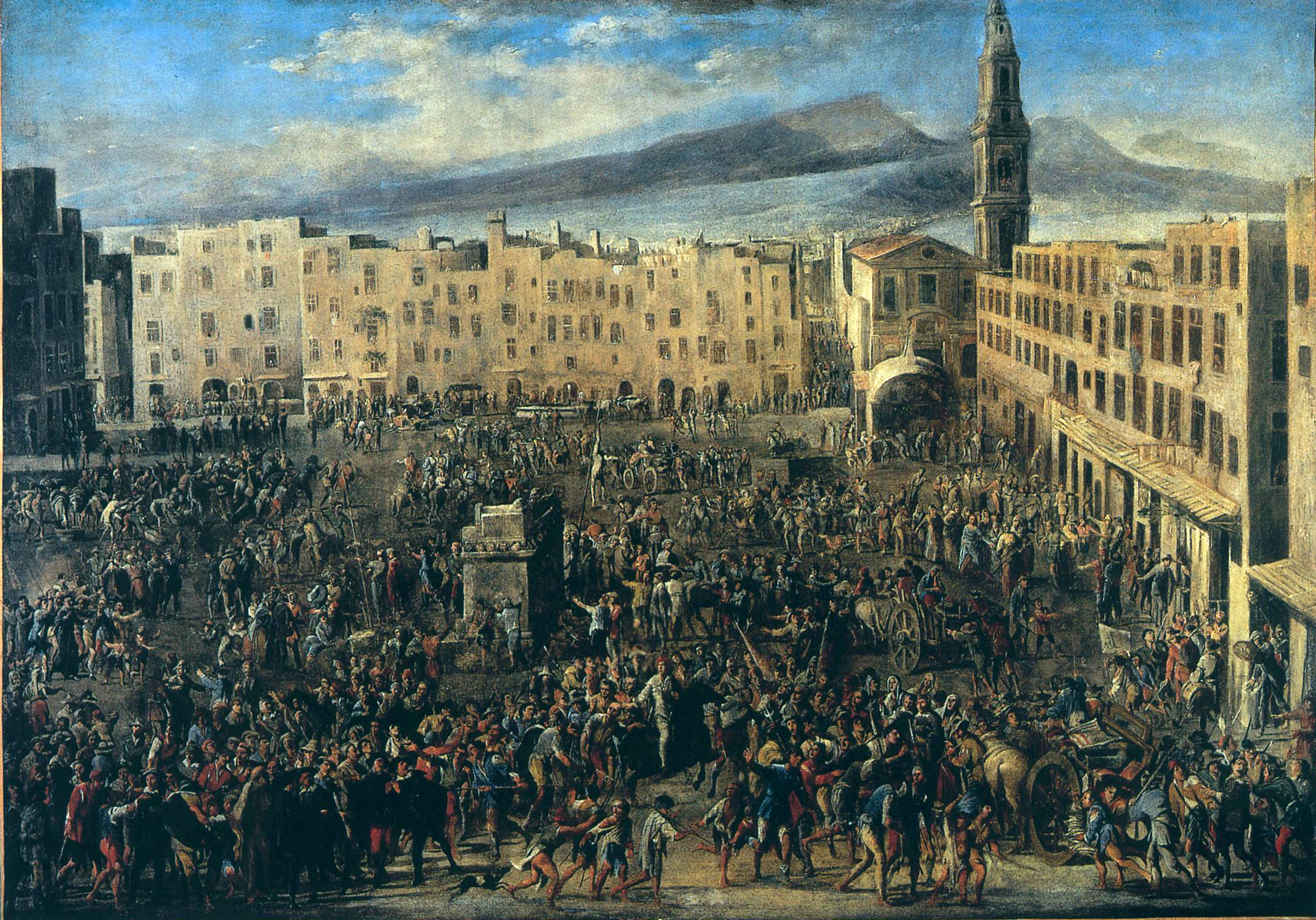
Micco Spadaro, Piazza del Mercato durante la rivolta di Masaniello (tra il 1648 e il 1652, Museo di San Martino, Napoli)

Una particolare autonomia nel contesto pittorico napoletano del Seicento la ricopre anche la pittura di scene paesaggistiche e di battaglie. In questi generi compaiono tra i principali esponenti Jusepe de Ribera, con le scene di paesaggi per la collezione del conte di Monterrey oggi al museo di Madrid; Micco Spadaro (1609/12-1675) che diverrà noto per entrambi i "cicli tematici" nelle sue composizioni, alcune volte riprese in una sintesi perfetta come nel caso della tela subito post peste del 1656 del Rendimento di grazie dopo la peste (1657) al museo di San Martino, o quelle dei paesaggi e delle vedute architettoniche, con la Villa di Poggioreale, Storie bibliche, Storie di certosini, queste ultime due del 1642 e sempre al museo di San Martino, per la cui certosa eseguì nelle sale del quarto del priore anche pregevoli scene di paesaggi e vita certosina, e quello della rappresentazione di eventi a lui contemporanei, tra cui diverse punizioni e giustizialismi di piazza, ma soprattutto la Rivolta di Masaniello del 1647 e l'Eruzione del Vesuvio del 1631 (entrambe sempre a San Martino); Salvator Rosa (1615-1673) nato a Napoli e attivo in questa città ma in particolar modo per l'aristocrazia di Roma e Firenze, personalità poliedrica che, come lo Spadaro, abbandonò il barocco e la pittura di genere per dedicarsi alle tematiche più disparate, dalle battaglie all'arte sacra fino all'ultima ma fondamentale produzione di paesaggi selvaggi e fantastici di gusto romantico, particolarmente apprezzato anche dalla committenza aristocratica del nord Europa.

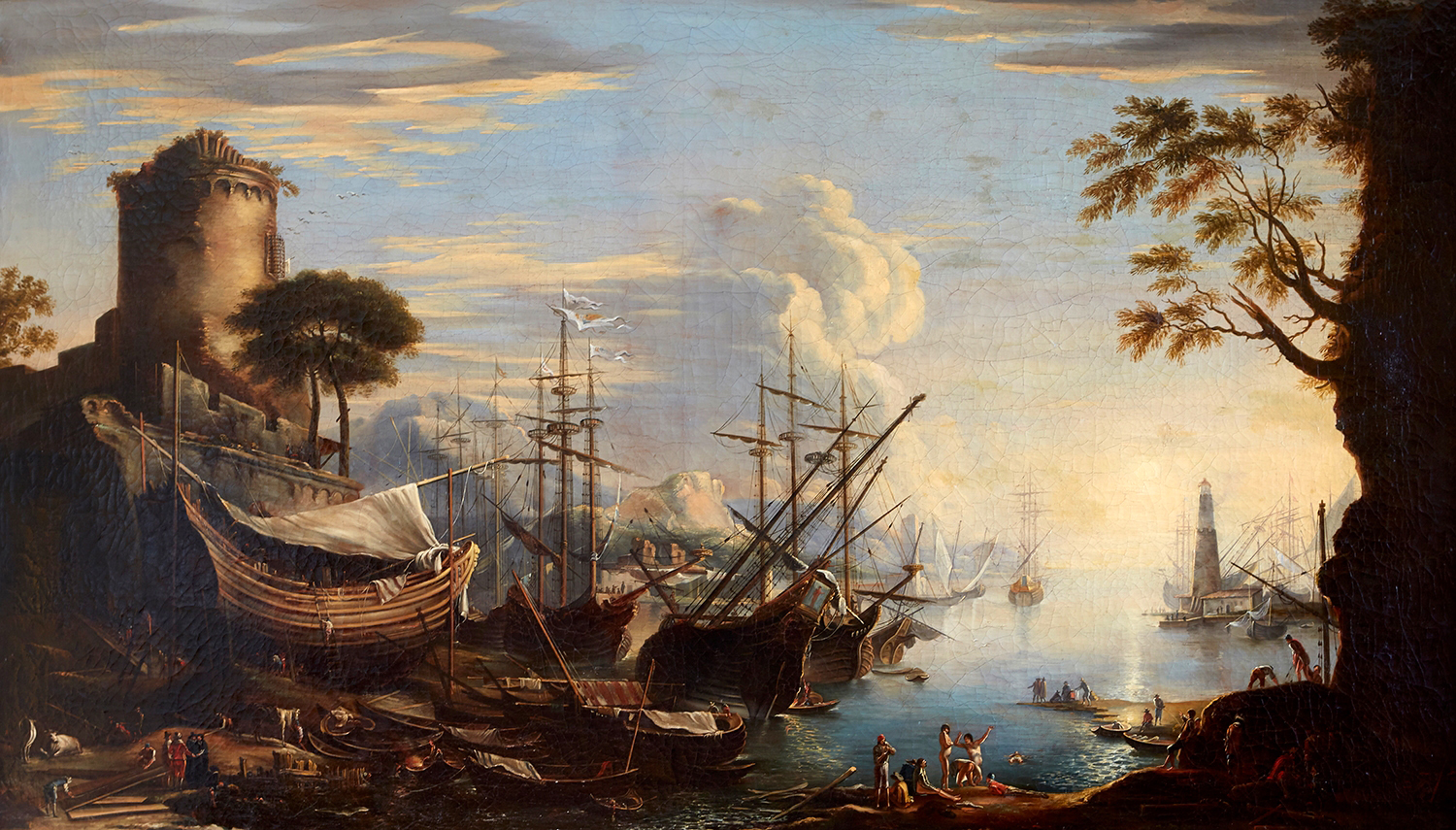
Salvator Rosa, Marina del porto (1641, Galleria Palatina, Firenze)

Tra le rappresentazioni esclusivamente di battaglie invece si segnalano fratelli Onofrio e Andrea De Lione, il primo dei quali operante esclusivamente ad affresco, di cui si ricordano le scene per la sacrestia della chiesa dei Santi Severino e Sossio; Aniello Falcone, che si dedicherà alle scene di battaglie nella seconda parte della sua vita artistica, con risultati anche in questo caso eccelsi; e infine Antonio De Bellis.
Didier Barra (1590-1652), invece, pittore francese attivo a Napoli dal 1630, diverrà peculiare con le sue vedute della città da "lontano", talune volte da mare, ma soprattutto a "volo d'uccello". Alcune sue opere sono raccolte al museo di San Martino mentre una sua veduta dall'alto della città è alla chiesa della Trinità dei Pellegrini, inserita nel dipinto di Onofrio Palumbo del San Gennaro intercede per Napoli presso la Trinità contro l'ira divina (1652).